# Лук'яненко Олександр Вікторович
Олекса́ндр Ві́кторович Лук'я́ненко  (нар. 19 квітня 1987, Горішні Плавні, Полтавська область) — український письменник, науковець, доктор історичних наук, педагог.

## Біографія
Народився 19 квітня 1987 у місті Комсомольську (зараз Горішні Плавні) на Полтавщині. Закінчив Комсомольську ЗОШ № 4, художню та музичну школи міста. У шкільні роки був редактором багатосторінкового друкованого шкільного щомісячника «School Times».
Призер програми обміну майбутніх лідерів (FLEX). Протягом 2003—2004 рр. навчався у США: Robert Radford High School (Гонолулу, штат Гаваї), Robert Edward Lee High School (Монтґомері, штат Алабама). Закінчив Полтавський національний педагогічний університет імені В. Г. Короленка (історичний факультет). У 2006—2009 рр. був Головою студентського наукового товариства історичного факультету; з ініціативи та за підтримки професора Віктора Лагна оживив цю підструктуру самоврядування після тривалої паузи, що спіткала її у 1990-х роках.. Упродовж 2006—2009 рр. обіймав посаду головного редактора щомісячника ПНПУ «ВІК-NO!». З 2007 р. є актором, а з 2011 р. співрежисером театру «Фабула» ПНПУ.
Після закінчення вишу (2009 р., 2013 р.) працював на посаді асистента кафедри всесвітньої історії та методики викладання історії ПНПУ. Закінчив аспірантуру цього ж вишу, у 2013 р. захистивши у ЧНУ кандидатську дисертацію по темі «Повсякдення колективів педагогічних ВНЗ Української РСР часів десталінізації (1953—1964 роки)» (науковий керівник — Петро Киридон).
У 2019 р. захистив у ЧНУ докторську дисертацію по темі «Повсякдення колективів педагогічних вишів радянської України кінця 1920-х — початку 1950-х років: історико-культурологічний вимір» (науковий консультант — Петро Киридон).
Працює у ПНПУ на посаді доцента кафедри культурології та методики викладання культурологічних дисциплін.
У 2020 році здобув одразу два магістерські ступені в Полтавському національному педагогічному університеті імені В. Г. Короленка: магістр філології (германські мови та літератури, переклад) та магістр культурології.
З 2005 року по 2011 р. член УСДП, розділяв позиції організації, допоки вона входила до Блоку Юлії Тимошенко.
Родина О. Лук'яненка входить до «Золотого сімейного фонду Комсомольська»

## Літературна діяльність
Перші поетичні твори датовані 1995 р. і написані у віці 8 років. З 1997 року у Комсомольському міському щотижневику «Громадська думка» періодично з'являлись окремі вірші автора. Дипломант обласного конкурсу творчості, присвяченої 150-літтю Володимира Короленка. Лауреат Всеукраїнської літературної премії імені Василя Юхимовича за 2013 р.
У 2010 році вийшла друком збірка поетичних роздумів «Філософія українського серця». Окремі вірші покладені на музику (автор музики: голова Полтавського осередку відділення Національної Всеукраїнської музичної спілки Володимир Сліпак). У 2011 році побачила світ друга збірка філософської пейзажної лірики «Храм» (російською мовою). У 2012 році вийшла друком драма-викриття на три дії з епілогом «Алхімія життя». У 2014 році була опублікована історична драма-каяття на три дії «Stabat Mater…». У 2015 році вийшла друком збірка поетичних роздумів «Філософія родошанування». У 2017 році побачила світ поетична збірка «Книгозбірня пам'яті: Сто спогадів одного кохання. Поетична сповідь». Того ж року опублікована драма-перегук на дві дії (за мотивами «Доньки короля Рене» Генріка Герца) «Прованська казка». У 2018 році у полтавському видавництві «Сімон» видрукована книга поезій «Вокзал життя: Сто думок на перехресті. Поетичні мандри». У 2019 році на розсуд читачів представлена підбірка філософської, громадської та інтимної лірики «Випадкові пророки: Сто шукань між ста вагань. Поетичні розмисли».

### Філософія українського серця
Вийшла у світ у Полтаві у видавництві Ростислава Шевченка «Друкарська майстерня» у березні 2010 року. Наклад видання — 500 примірників. До неї ввійшли оригінальні твори, окремі з яких друкувалися у місцевій періодиці Полтавщини у 1999–2009 роках. Згідно зі словами автора на зустрічах з читачами (Суми, 2010), попередньо збірка мала уміщувати як україномовні, так і російськомовні вірші, згруповані тематично. Проте, у ході підготовки до друку концепція серії поетичних роздумів зазнала змін. Згідно зі словами автора (Полтава, 2012), на це вплинула робота над розробкою засад родоцентричної педагогіки, що має глибинне національне коріння. В архіві поета залишалася неопублікованою чимала кількість творів, які не увійшли до збірки, однак, тематично продовжуватимуть серію «Філософія українського серця». Причиною такого відбору було прагнення автора досягти завдяки вдалій композиції невеликої збірки гармонії єдиного цілого. На компонування книжки, вочевидь, вплинуло спілкування з письменником Володимиром Ковпаком та поетом Ростиславом Шевченком.
Збірка поетапно змальовує сім «стовпів» українського кордоцентризму, визначених автором:
- Любов до Роду
- Любов до життя
- Любов до волі
- Любов до рідного краю
- Любов до землі
- Любов до природи
- Кохання

Філолог Ірина Денисовець зауважує, що О. Лук'яненко у своїх віршах звертається до тих образів української поезії, які ще були оспівані генієм-титаном Т. Г. Шевченком, і давно стали народними: могутній Дніпро, лани, тихі зорі, журавлі, материна пісня, садок зелений: «Свої спокійні, тихі зорі,
/І золоті лани хлібів,
/І хмари ті, що на дозорі
/Пильнують спокій цих країв»
Дослідниця звертає увагу на те, що невипадково слово Любов у поетичному доробку письменника графічно позначається з великої літери, це надає певного сакрального, божественного змісту не тільки самій лексемі, але й її значенню. Саме любов у всіх можливих своїх інтерпретаціях змальована поетом за допомогою найрізноманітніших мовних засобів. Образ любові до рідного краю і рідної землі, до мальовничої природи увиразнюється милозвучними епітетами і порівняннями, що надає опоетизованим картинам більшої експресивності: «Безмежні далі різнотрав'я
/І золоті лани хлібів
/Всім серцем щиро покохав я
/І зберегти Любов зумів».
Один із творів збірки, вірш «Дніпрові хвилі», у 2006 році виграв конкурс на найкращий текст гімну Комсомольського міського фестивалю дитячої та юнацької творчості «Дніпрова хвиля». Згідно з офіційними даними, музику до гімну, який мав стати основним лейтмотивом фестивалю, мав написати міський композитор Олександр Трішин. За нез'ясованих обставин під час відкриття фестивалю 2006 р. пролунав гімн на слова поета В. Шмигла.. Окремі вірші зі збірки «Філософія українського серця» покладені на музику заслуженим працівником культури України В. Сліпаком та увійшли до його пісенних збірок
Збірка відзначена Всеукраїнською літературною премією імені Василя Юхимовича за 2013 р.

### Храм. Філософія серця
Вийшла у світ у Полтаві у видавництві Ростислава Шевченка «Друкарська майстерня» у жовтні 2011 року. Наклад видання — 500 примірників. До неї ввійшли оригінальні твори, окремі з яких друкувалися у місцевій періодиці Полтавщини. Згідно з анотацією, у збірнику пейзажної лірики автор розкриває питання, що торкаються світу духовних цінностей сучасної людини, з-поміж яких щоразу меншу роль відіграє природа та Людяність. Виходячи з підзаголовку — «Філософія серця» — тематично збірка продовжує видану раніше україномовну «Філософію українського серця», яка заклала основи авторського тлумачення філософії українського кордоцентризму. Збірка торкається проблеми віри, за змістом наближена до пантеїзму чи то панентеїзму.
За аналогією з православним храмом автор змальовує храм природи, у якому вбачає первинність людської віри. Книга складається з наступних розділів:
- У пошуках святинь / (рос.В поисках святынь)
- Подарунок дітям / (рос.Подарок детям)
- На порозі вічного / (рос.На пороге вечного)
- Мальоване диво / (рос.Расписное чудо)
- Купіль / (рос.Купель)
- Купол / (рос.Купол)
- Чудодійний образ / (рос.Чудотворный образ)
- Вогні душі / (рос.Огни души)
- А що за царськими вратами? / (рос.А что за царскими вратами?)

Згідно із літературними студями І. Денисовець, у мозаїці поетичних образів Олександра Лук'яненка переважають світлі кольори, якими зображено багатогранний талант поета. Митець пафосом своїх поетичних етюдів закликає кожного з нас глибоко замислитись над тим, що ми несемо в цей світ, чи живе світлий вогник любові у наших серцях, де зберігаються святині великого Храму, чи даруємо ми ту любов світу, оточуючим, Природі, чи цінуємо ми скарби своєї душі: «Любите мир: хоть кружит вьюга
/Или цветут весной сады…
/И в голубине сердец друг друга
/Ищите вечности следы…».
Збірка «Храм. Філософія серця» складається з 9 розділів, у яких філософські поетичні етюди органічно доповнюються прозовими роздумами автора про силу людського духа, про вічність життя людської душі, про несказанний вплив молитви на зцілення сутності нашої. Включаючись в індивідуально-образну систему художнього мовлення, усі поетичні засоби взаємодіють з метою вираження естетичного змісту через комплекс художніх образів: «Как монах поизношенной ризою
/ Прячет пол, отбивая поклон,
/Одинокое облако сизое
/За собой стерегло небосклон.
/И как хоры всенощного бдения
/Заполняют собой пустоту,
/Неуемное птичье галдение
/Окуналось в его высоту».
Окремі вірші, що увійшли до збірки, були відзначені дипломом обласного конкурсу творчості, присвяченої 150-літтю Володимира Короленка у 2003 р.

### Алхімія життя
Вийшла у світ у Полтаві у видавництві Ростислава Шевченка «Друкарська майстерня» у вересні 2012 року. Наклад видання — 500 примірників. Драма-викриття розкриває історію сучасного суспільства, у якому співіснують дружба і зрада, корупція і відданість справі, справедливість та підступність; демонструє, як людина може залежати від обставин та випадків, що самі по собі складаються у набір подій, які ведуть до неминучого трагічного фіналу. Згідно зі вступними ремарками автора, дія могла б відбуватися в одному з великих університетських міст Англії чи США.
Перша дія («Алхімія смерті») змальовує ніч смерті професора Говардса при загадкових обставинах у себе у квартирі. Друга дія («Алхімія долі») становить собою відтворення подій двома детективами. Крок за кроком, ява за явою, чоловіки розплутують павутину змови, що заплелася навколо професора. Третя дія («Алхімія життя») — відтворення реального ходу подій «із усіма невідомими». Епілог дозволяє зрозуміти квінтесенція твору: «Ось така вона, алхімія життя: чаклуєш, мудруєш, але ніколи не знаєш, у кого в руках першого вибухне пробірка…»
Дійові особи:
- Алекс Говардс — професор хімії, самовпевнений та ерудований викладач університету;
- Хелен Говардс — дружина Говардса, невдоволена життям та ласа до інтриг жінка;
- Томас Говардс — син Говардса, студент університету, скритний, розумний юнак;
- Еліс Говардс — донька Говардса, дівчина з вільними поглядами на мораль та життя;
- Клайв Гардінг — професор хімії, колега Говардса по університету, амбіційний та дволикий чоловік;
- Френсіс Мак-Кінлі — декан загальнонаукового факультету університету, нечистоплотний керівник маккіавелівського складу розуму;
- Ненсі Грей — лікарка, завідувачка клініки новітньої медицини університету, жінка, яка стоїть на межі почуття кохання до чоловіка та відповідальності за життя дитини;
- Кларк Ярбороу — аспірант Говардса, талановитий науковець з аналітичним складом розуму;
- Люсі Тендерхарт — магістрантка Говардса, власниця посереднього розуму, проте непересічної вроди;
- Емілі Каннінгс — гувернантка Говардсів, щира і відверта дівчина;
- Дороті Файнс — аптекарка, лаборантка клініки новітньої медицини університету, заручниця обставин;
- Чарльз Харрісон — детектив;
- Річард Ловенталь — напарник Харрісона.

Згідно з літературознавчими розвідками І. Денисовець, письменник у творі порушує одвічні проблеми, але гостро актуальні у сучасному суспільстві. Проблема любові і зради, розуміння між батьками і дітьми, прагнення наживи та збереження моральних якостей. Брехня, відданість, здатність прийти на допомогу чи принести себе в жертву, самовпевненість, думка про те, що ти могутніший за всіх і маєш владу над людьми — все це створює моральний портрет людини сучасного суспільства. І кожен із нас свідомо обирає ті чи ті потрібні для життя морально-духовні якості. Проте драма-викриття Олександра Лук'яненка морально-дидактичним змістом вчить одному незаперечному постулату: моральність і духовність — це любов, це вміння прийти на самопожертву заради близької людини, а нагорода за це обов'язково буде, головне не допустити суспільства, у якому діти продають батьків, кохання безслідно зникає через декілька років подружнього життя, а непереборне бажання грошової наживи і слави здатне підштовхнути людину переступити межу моралі і зазіхнути на людське життя.
У листопаді 2013 р. О. Лук'яненко як драматург нагороджений Грамотою Полтавської міської ради за значний особистий внесок у розвиток сучасної літератури, утвердження гуманістичних цінностей у суспільстві та активну громадянську позицію.

### Stabat Mater…
Вийшла у світ у Полтаві у видавництві Ростислава Шевченка «Друкарська майстерня» у травні 2014 року. Наклад видання — 500 примірників. Драма-каяття розкриває історії життів двох геніїв, пов'язаних крізь століття трагічним коханням, духовними пошуками та натхненною творчістю. Один із них — чернець-францисканець Джакопо Бенедетті, автор відомого на весь світ гімну Богородиці «Stabat Mater», який жив у ХІІІ столітті. Інший — талановитий композитор XVIII століття Джованні Баттіста Перголезі, автор уславленої кантати на слова святого. Доля першого з них перетинається з долями видатних людей сучасного йому світу: батьків італійської романтичної поезії короля Енцо та поета Гвідо Гвініцеллі, королів Карла Кульгавого Неаполітанського та його сина короля Угорщини Карла Мартела, стовпів католицької церкви, понтифіків Целестина V, Боніфація VIII та кардиналом Колонна. Доля другого пов'язує молодого митця з композитором Франческо Фео, домом Скарлатті та аристократичною родиною Колонна. Духовні пошуки обох митців приводять їх до усвідомлення значення і глибини материнської Любові лише під кінець життя кожного з них. Проте останні місяці їхнього земного буття були пов'язані з написанням твору, який увічнив їхнє ім'я — з кантатою Божій Матері «Stabat Mater…»
У драмі містяться лауди, пісні та канцоне, написані середньовічними поетами (Джакопо Бенедетті, королем Енцо, Гвідо Гвініцеллі), у художньому перекладі О. Лук'яненка.
Перша дія («На світанку») змальовує події 1735 р. у Поццуолі та 1252 р. у Тоді, Італія — молодість Джакопо та кохання Перголезі. Друга дія («Довгий день») становить собою відтворення подій, що привели Джакопо до написання гімну Діві Марії. Третя дія («Надвечір'я») — відтворення останніх днів з життя Бенедетті та Перголезі у їхніх пошуках Істини та Любові.
Дійові особи:
- Джованні Баттіста Перголезі — двадцятишестирічний музикант і композитор, геній, натхненний Любов'ю та Небесами пізнати лолотіння янгольських голосів, однак, приречений не чути дзвону монет і луни власного довголіття.
- Анна Россі — вісімнадцятирічна дівчина, закохана у Перголезі, відзначена тавром багатства і знатності на власному роді.
- Дон Россі — батько Анни, суворий і справедливий неаполітанський аристократ.
- Франческо Фео — талановитий італійський композитор, друг Перголезі, витриманий та високоерудований митець.
- Чечилія Джорджи — тітка Перголезі, заступниця і молитовниця за Джованні у горі й радості, єдина рідна людина в останні роки життя композитора.
- Джакопо Бенедетті да Тоді — упевнений у собі тодієць, що довго блукав на межі світів у пошуках Бога; знаний оратор, талановитий поет, юрист і суспільно-релігійний діяч своєї доби.
- Джузеппе Бенедетті — брат Джакопо, його оберіг і совість на довгі роки.
- Донна Бенедетті (Мати) — мати Джакопо, жінка з безмежним і чистим, як вранішнє небо, серцем.
- Дон Бенедетті (Батько) — батько Джакопо, мудрий і хазяйновитий тодієць, відзначений даром суворої далекоглядності.
- Ванні Бернардіно ді Гвідо — прекрасна і світлоносна тодійка, чия врода багатьох не залишала байдужими до юної красуні.
- Бенедетто Каетано (Боніфацій VIII) — справедливий і розсудливий священик із тактичними розумом, юрист із незламним духом, політик із волею до перемоги і силою носити папську тіару.
- Лючія Бассіні — сорокарічна жителька Болоньї, чарівна у вроді років, хитра за природою та легковажна за бажанням.
- Гвідо Гвініцеллі — романтичний юнак, аристократ за походженням, юрист та суддя за професією, поет за волею долі, співець Любові та батько італійської романтичної поезії за вироком часу.
- Енцо Сардинський — поет, убраний у монарші шати; філософ, ув'язнений у Золотій клітці; король без корони й держави за життя, увінчаний своїми ж ворогами після смерті.
- Найманець — ласий до швидких грошей майстер своєї справи, у справи якого час від часу таки втручається доля.
- Августин — чернець із монастиря Сан-Фортунато у Тоді, поборник церковного канону.
- Джакопо Колонна — впливовий кардинал, заможний аристократ, хитрий дипломат і майстер політичних інтриг.
- Целестин V — чернець, благословенний Богом на святі справи у скиті, одягненим у рясу, і на розхитування церковного корабля у місті святого Петра, увінчанім папською митрою.
- Карл Кульгавий — неаполітанський монарх, ласий не лише до справ королівських, але й до церковних турбот.
- Карл Мартел Анжуйський — син Карла Кульгавого, молодий запальний король Угорщини за покликом крові, та не за згодою угорців.

### Філософія родошанування
Вийшла у світ у Полтаві у видавництві Ростислава Шевченка «Друкарська майстерня» у жовтні 2015 року. Наклад видання — 500 примірників. До неї ввійшли оригінальні твори, окремі з яких друкувалися у місцевій періодиці Полтавщини. Видання містить твори українською та англійською мовами У збірнику поетичних роздумів автор порушує питання родоцентричності українського світогляду. Наперед висувається принцип родошанування, властивий традиційній український культурі. Автор розглядає Рід як ряд кровноспоріднених родичів, програму життя та комплекс морально-етичних принципів. У річищі родоцентризму подається трактування місця рідного дому, батька, матері й дітей та Любові у коловороті роду. Порушується питання генетичної приналежності українців до спільного предка та пошуку єдиного гену українства. Книга складається з наступних розділів:
- Родовідповідність життя / The Kin-accordance of life
- Древо Роду / Family tree
- Рідний дім / Native home
- Тато / Father
- Ненька / Mother
- Діти / Children
- Любов / Love
- Ген українства / The gene of the Ukrainianism

Вірш «Мати й син» був включений до готової збірки у лютому 2015 року та присвячений пам'яті українського солдата, громадського діяча Полтави Антона Грицая, який загинув 15 лютого 2015 року у селі Широкине Волноваського району Донецької області

### Книгозбірня пам'яті
Вийшла у світ у Полтаві у видавництві «Сімон» у лютий 2017 року. Наклад видання — 500 примірників. До неї ввійшли оригінальні твори, окремі з яких друкувалися у місцевій періодиці Полтавщини. До видання полтавського літератора увійшла твори інтимної лірики, у яких кохання постає в житті людей на тлі музики, літератури, театральної та художньої творчості. Окремі вірші покладені на музику випускницею Полтавського музичного училища імені М. В. Лисенка Мариною Закаблук на музику («Буду твоїми ліками», «Інтермеццо» та ін. Твори на слова О. Лук'яненка зі збірки лунають у виконанні камерного вокального ансамблю «Тисяча років музики» Полтавського педуніверситету.

### Прованська казка
Вийшла у світ у Полтаві у видавництві «Сімон» у березні 2017 року. Наклад видання — 500 примірників. Драма-перегук розповідає уявну історію кохання, що зав'язалася на теренах раннього середньовічного королівства Арелат на території французької провінції Прованс. Твір натхненний датською драмою Генріка Герца «Донька короля Рене», яка стала відома світові у численних інтерпретаціях літераторів, композиторів та сценаристів. Книга присвячена Цебрій Ірина Василівна на знак подяки за спільну творчість. Автора назвав драматичну казку перегуком із шедевром доби романтизму датського письменника Генріка Герца «Донька короля Рене», що побачила світ у 1845 р. до власного осмислення твору спонукала робота з датським виданням твору «Kong Rene's Datter» (1847) та численними інтерпретаціями твору (поетп Теодорп Мартінп та композиторп Джуліанп Едвардсп «King's Rene's Daughter» у 1850 та 1893 рр.; французький переклда H.J.P. «La Fille de Rui Rene» 1872 р., перекалд Фьодора Міллера («Дочь короля Рене», 1883), Владіміра Зотова, Модеста та Петра Чайковських та Сєргєя Юфєрова «Иоланда» (1893 р.). Відмовитися від перекладу, зі слів автора, змушувало й переосмисленя кінематографом сюжету (у 1913 р. вийшов німий фільм «King René's Daughter» студії «Thanhouser Films» (сценарист Юджин Мур), а у 1990 р. дитяча казка «Das Licht der Liebe» (1990).
Дійові особи:
- «Король Рене» — правитель Провансу, вірний Богові та слову монарх, який живе на межі печалі й радості, солодкої брехні та гіркої правди.
- «Королева Сюзанна» — любляча дружина, упевнена володарка та турботлива мати.
- «Жермон» — граф Амьєна, гордівливий та підступний феодал з неприхованими претензіями на трон
- «Рауль» — герцог Бургундський, вірний васал корони та союзник Прованського двору
- «Бертран» — охоронець короля Рене, довірена особа правителя,
- «Марта» — дружина Бертрана, годувальниця спадкоємиці престолу
- «Робер» — молодий герцог Бургундський, поет у тілі лицаря, натхненний пристрасним коханням та скутий ланцюгами обітниці родів
- «Готфрід де Водемон» — граф Шампані, спраглий до істини та чистоти почуттів, щирий друг та незрадливий коханець
- «Матильда» — графиня Лотарингії, вродлива і норовлива шляхтянка, яка розривається між ревнощами й вірністю, коханням до герцога Робера та необхідністю влаштування вигідного шлюбу
- «Іоланта» — донька короля Рене, сліпа красуня із безгрішним серцем
- «Лаура» — подруга Іоланти, донька Бертрана та Марти, неприступна, але мрійлива красуня
- «Бригіта» — подруга Іоланти, турботлива юнка
- «Альмерік» — зброєносець короля Рене, ладний тримати чужу таємницю довіку
- «Ібн-Хакіа» — мавританський лікар, сповнений віри та мудрості на схилі літ під ношею життєвого досвіду

Узимку 2017 року театр Полтавського національного педагогічного університету імені В. Г. Короленка Фабула (театр) почав репетиції вистави. Проте, на противагу одноактовій датській драмі на 10 сцен, на прем'єрі 19 квітня 2017 року актори вже грали двоактову виставу на 16 яв. Кількість дійових осіб збільшилася з 8 до 14, змінилися й окремі імена головних персонажів. Вистава у культурних закладах Полтави та фрагменти з неї отримали численні схвальні відгуки у глядача та на мистецьких оглядах. У ході VІІ Міжнародного конкурсу-фестивалю «Театральні горизонти ‒ 2017» постановка отримала численні нагороди.

### Вокзал життя
Вийшла у світ у Полтаві у видавництві «Сімон» у квітні 2018 року. Наклад видання — 500 примірників.  До видання полтавського літератора увійшла твори інтимної лірики, у яких кохання постає в житті людей на тлі музики, літератури, театральної та художньої творчості. Автор вдається до алегоричного зображення дійсності, порівнюючи життя з вокзалом, де прожиті дні схожі на пасажирів потягу, що відходить. На сторінках видання підняті пролеми наявності авторитетів, тиску зреалізованих та незреалізованих мрій, необхідності накопичення та розпорошення спогадів. Осібне питання - роль учителя у суспільстві, визначення кореляції понять "учитель" та "педагог". Ведеться дискусія з ліричним героєм з приводу значення кохання у житті людини, уміння розлюбити та бажання нести спогади про втрачене кохання.Блок громадянської лірики подає роздуми стосоно тих, "в чиїх руках і берло, і держава": неминучість падіння тиранії, зради найближчих, оманлива слава, наслідки диктату для суспільства.

### Випадкові пророки
Вийшла у світ у Полтаві у видавництві «Сімон» у лютий 2019 року. Наклад видання — 500 примірників. До видання полтавського літератора увійшла твори інтимної лірики, у яких кохання постає в житті людей на тлі музики, літератури, театральної та художньої творчості. Автор пропонує розмисли з приводу пророчої ролі кожної людини у наших життях. Книга концентрує увагу на проблемі пошуку втраченої віри та доланні буденної глупоти через випадкові зустрічі. Піднімається проблема наявності марних ідеалів та мінливості кумирів. Червновою ниткою крізь збірку проходить тема відмінності та багатоманітності світу: «Ми — різні всі, а не тонкий папір, / Аби без мук вкладатись у формати». Незмінною лишається тема любові. Інтимна лірика постає а влегоричних образах двох протилежних берегів, образів зі світу мистецтва. Осібна ніша присвячена релігійним переживанням. Поезії стоять на межі сповіді та псалмічного вірша.

## Наукова діяльність
Науковий доробок складають розвідки з історії України, політології, педагогіки та релігієзнавства.
Релігієзнавчі дослідження лежать у площині виявлення специфіки «громадянської релігії» та релігійної політики в СРСР часів десталінізації. Окреме місце належить з'ясуванню сутності морально-етичного руху «Дзвенячі кедри …».
Серед інших питань педагогіки, О. Лук'яненко досліджував проблеми релігійної та релігієзнавчої освіти Великої Британії XIX століття.
Як координатор програми правової освіти молоді у Полтавській області долучився до дослідження питань правової освіти молоді. Проводив цикл правознавчих тренінгів у м. Комсомольську та м. Полтаві протягом 2006—2008 р.
Проблеми політологічних розвідок: становлення багатопартійності на Полтавщині, використання політичних технологій у процесі впливу на свідомість виборців, взаємозв'язок політики та ЗМІ. Дослідження розвитку партійного плюралізму на Полтавщині 1991—2006 років визнано Дипломом МОН України.
Історичні дослідження присвячені розвитку культури країн Європи та Америки на межі XIX-ХХ століть; еволюції свідомості замкнених груп (зокрема, педагогічному колективу Полтавського державного педагогічного інституту імені В. Г. Короленка часів десталінізації)

### «Молодь проти корупції»
Вийшла у світ у Комсомольськ у березні 2006 року. У посібнику подані розробки семінарських занять, проведені автором у межах роботи Всеукраїнської програми правової освіти молоді «Знай свої права!» У 2005—2006 роках у Полтавській області. Матеріали висвітлюють специфіку правового виховання в українській середній школі. Подано його схему з урахуванням правоосвітньої роботи та профілактики правопорушень, визначені ролі та функції батьківського комітету, учнівського самоврядування та педагогічної ради у цьому процесі. Збірка наводить розробки практичних занять з розвитку лідерських якостей особистості. Допомагає розкрити питання правового забезпечення здоров'я, працевлаштування та громадської активності молоді. Видання містить ілюстративний матеріал, зразки роздаткового матеріалу для тренінгів, психологічні тести та правові задачі.
Книга складається з наступних розділів:
- Лідерство
- Здоров'я молоді
- Працевлаштування молоді
- Громадська активність молоді

### Теорія родоцентризму
Вийшла у світ у Полтаві у видавництві Ростислава Шевченка «Друкарська майстерня» у березні 2009 року. Наклад видання — 100 примірників. У виданні подаються роздуми стосовно зміни сучасного бачення реформ у освітній сфері на основі Родоцентричного підходу через запровадження принципу Родовідповідності у педагогічній теорії та практиці. В основі розвідок лежить аналіз стародавньої праукраїнської світоглядної системи, філософських та релігійних уявлень слов'ян, обрядового циклу та новітніх педагогічних інноваційних підходів. Особливу увагу присвячено аналізу місця та ролі учителя і учня у навчально-виховній системі стародавньої Русі.
Книга складається з наступних розділів:
- Пошуки й відродження втраченої освітньої системи
- Історичне минуле і становлення родошанування в українській культурі
- Родоцентризм і національна державна ідея
- Дитина як результат життєтворчості роду
- Учитель: родовідповідність життєдіяльності

Практичне втілення ідей родоцентричної педагогіки упродовж декількох років (2006—2011) проводиться на базі дитячого-спортивно оздоровчого центру «Горизонт» у Полтавській області. Розвідки з родоцентризму стали темою обговорення педагогів на сторінках окремих педагогічних періодичних видань («Виховна робота в школі», «Позакласний час», «Берегиня» тощо).
Доктор філологічних наук, професор КПІ Анатолій Козлов уважає, що незважаючи на деякі суперечливі положення та ідеї родоцентричної педагогіки, сформовані О. Лук'яненком у його публікаціях з цієї проблеми, її принципи необхідно спокійно, виважено і послідовно повертати і примножувати їх задля розбудови справді національної сучасної української школи.. Суголосить йому оцінка доктора філологічних наук О. Вертія, який стверджує, що новаторські ідеї «Родоцентричної педагогіки» уже викликали і ще викличуть прямо протилежні думки (від повного заперечення до повного схвалення), гостру проблему їх обговорення. Науковець зауважує, що це закономірно, адже нове, самобутнє так сприймалося завжди, та й автор і сам не претендує на незаперечну істину в останній інстанції та на повноту своєї праці, жанр якої він визначив як «історико-теоретичні розвідки».
Оцінки дослідження у педагогічних працівників різняться. Представниця теоретичної педагогіки, кандидат педагогічних наук СумДПУ Лариса Корж-Усенко зауважила складність, з якою доводиться авторові доносити ці ідеї до науково-педагогічної громадськості, насамперед до сучасного педагогічного Олімпу: «Хтось, прочитавши ці праці і знайшовши слово „волхв“, відразу закриває їх (подалі від „гріха“), хтось заперечить ключові ідеї з принципових християнських позицій, хтось знайде ознаки містифікації чи то претензій на перегляд „святая святих“, тобто принципів природовідповідності Я. Коменського та культуровідповідності А. Дістервега і т. д. і т. ін. Однак, кожного разу істина залишатиметься за О. Лук'яненком. Залишатиметься тому, що подібні думки і переконання — від поверхневого, а то й упередженого прочитання цих праць, отже хибні у своїй суті.»
Аспірантка кафедри загальної педагогіки та дошкільної освіти Дрогобицького ДПІ Мар'яна Клим зауважує, що при осмисленні рядків праці, стало очевидним, що принцип родоцентичної педагогіки сягає своїм корінням у історію виникнення природовідповідного виховання — від значущості роду і сім'ї у вченнях античного світу до прировідповідності у поглядах Я. А. Коменського, культуровідповідності у працях А. Дістервега. На ефективність використання принципу впливають родинні звичаї, традиції, фольклор, мистецтво, народні переконання, одним словом культурні феномени сучасного життя й давнини. Подібність між вільним німецьким вихованням, опираючись на розвідки родоцентричної педагогіки, можна пригледіти також і у староукраїнській культурі. Переконливі аргументи наводяться з точки зору міжособистісних відносин батьків — дітей, таких як дихотомічні пари «я-рід, минуле–теперішнє, традиція — новаторство».
Практикуючі педагоги тлумачать родоцентризм у своєму річищі. Так, Світлана Дубровська, учитель-методист Сумської гімназії № 1
вважає, що нове бачення проблем і завдань української національної освіти і виховання, нові підходи до організації навчального процесу на підставах Родоцентричної педагогіки є слушними і важливими на сучасному етапі становлення вітчизняної школи і української нації загалом: «Необхідність їх формування на запропонованих О. Лук'яненком підстав Родоцентричної педагогіки має єдину мету — сформувати національно свідому особистість, відповідальну за все, що передано нам попередніми поколіннями нашого українського Роду». Світлана Лук'яненко учитель-методист Комсомольської гімназії імені В. О. Нижниченка, упродовж 25 років працює над проблемою «Навчальна діяльність через емоційно-ціннісне ставлення до оточуючого середовища». У своїй роботі спирається на триєдиний доробок Антона Макаренка, Василя Сухомлинського та Олександра Лук'яненка. На думку учителя, використання принципу родовідповідності у практиці примирює особистісно-колективне (В.Сухомлинський) чи то колективно-особистісне (А. Макаренко) виховання дитини: дитя — вершина свого роду (особистісний рівень), і всього лише сходинка у подальшому життєвому шляху її роду (колективний рівень).
Доробок О. Лук'яненка з питань родоцентризму отримав диплому першого ступеня Всеукраїнського конкурсу «Новітній інтелект України» благодійного фонду Україна 3000.

### Пошуки Бога
Вийшла у світ у Полтаві у видавництві Ростислава Шевченка «Друкарська майстерня» у лютому 2009 року. Наклад видання — 100 примірників. У брошурі подано роздуми автора стосовно спроби класифікації та структурування основних теологічних ознак, вироблених представниками нового морально-етичного руху «Дзвенячі кедри Росії». На основі порівняльного аналізу стародавніх слов'янських, єгипетських, шумерських міфо-поетичних епосів, середньовічних та модерних теологічних праць автором зроблена спроба охарактеризувати місце та роль Бога у світогляді прибічників руху. Окрема увага приділена короткому аналізу практичного втілення ідей «анастасіївців». Автор стверджує, що морально-етичний рух «Дзвенячі кедри…» з огляду на специфіку організації життя прибічників ідей Анастасії-Мегре та на наявний категоріальний апарат наближений до релігійного світогляду, що часто заперечується самими «анастасіївцями». Теологічна структура, логіка віровчення не розроблені, вочевидь, через банальну «відсутність свого апостола Павла», особи, яка б, маючи відповідні знання, уміння та навички, могла б розробити відповідні засади світогляду. Автор припускає, що рух спіткає доля раннього християнства (до якого воно наближене за сутністю), коли егалітарні, демократичні засади були знівельовані під час подальшої кодифікації основ віровчення. Використання ідей Анастасії-В.Мегре в умовах світової кризи може бути як засобом подолання її наслідків (через повернення до ідеалу людини універсального профілю, здатної до повного самозабезпечення), так і черговою політичною приманкою на зразок утопії побудови комунізму за 20 років. Аналіз основних характеристик Вищої сутності, використаний засновниками руху у під час викладення концепції світосприйнятті, дозволяє говорити про приналежність руху до структури монотеїстичних неорелігій ХХІ століття. Факт зародження та еволюції вчення говорить про повернення до витокових джерел релігійності (пантеїзму, панентеїзму), що зазвичай було характерним для перехідних епох в житті цивілізацій (особливо проявилося під час реанімації пантеїстичних тенденцій за доби Відродження). Найбільше паралелей та точок дотику морально-етичний рух має з основними монотеїстичними релігіями (християнством, мусульманством чи юдаїзмом), намагаючись витворити нову систему цінностей еклектичного зразка, що б мала задовольняти інтереси та моральні імперативу широкого кола прибічників. Практична сторона віровчення проявляється у відродженні ідеї райського саду Античності, міста-фазенди епохи Відродження часів Т.Кампанелли, Л. Б. Альберті, П.Браччоліні; міста-саду Говарда Ебенезера кінця ХІХ — початку ХХ століття, і втілюється у закладання нових родових маєтків прибічниками руху. На даному етапі розвитку руху автор зауважує, що не можна давати однозначних відповідей на запитання про вплив ідей Анастасії: їхній консервативний позитив (що проявляється у збереженні традиційної культури в умовах глобалізації) майже не має межі з відкритим космополітизмом остаточних цілей; нині також не можна робити висновків щодо впливу на психіку людини: пробудженню творчості анастасіївців (активізація правої діяльності півкулі) поки що може нівелюватися з огляду лише на частково усамітнений від «урбаністичної цивілізації» спосіб життя.
Книга складається з наступних розділів:
- Коротка характеристика становлення та розвитку руху
- Місце та роль бога в структурі світогляду прихильників руху «Дзвенячі кедри…»
- Підвалини теїзму у підході до тлумачення божественної сутності

### Освячена школа чи освічена паства?
Вийшла у світ у Полтаві у видавництві Ростислава Шевченка «Друкарська майстерня» у січні 2010 року. Наклад видання — 100 примірників. Автор запропонував короткий аналіз формування світоглядних засад викладання у школах Британської імперії ХІХ століття. Дослідження пропонує історичну модель формування світоглядних засад організації навчання у школах Великої Британії 1800-х років. У процесі наукового дослідження дослідник стверджує, що специфіка викладання предметів релігійного та релігієзнавчого змісту у школах визначається динамічною еволюцією від теоцентризму до еклектичного варіанту релігійно-раціональної виховної системи.
Науковець пропонує розрізняти три поворотних моменти у розвитку релігійного життя Британських островів. Перший етап — перехідний (кризовий) — тривав з кінця 1790-х років до 1830-х років. Він пов'язаний з кризою релігійності всередині Британського суспільства й охоплює період формування та устаткування перших вузькоконфесійних шкіл. Під час цього етапу відбувалося формування установки вчителя англійської школи на викладання у межах виключної конфесійної замкненості, розробка перших програм, які за декларованою позаконфесійністю насправді насаджували світогляд тієї деномінації, яка спонсорувала навчальний заклад. Другий етап — основний (формуючий) — тривав з 1830-х років до 1870-го року. Він містить у собі період постійної боротьби урядовців та церковників за з'ясування реального місця релігійної освіти у школах імперії. З урахуванням того, що велика кількість парламентарів були людьми духовними, це протистояння велося з перемінним успіхом і тривало до 1870 року, коли зрештою було прийнято Акт Форестера, яким офіційно вперше проголосили позаконфесійність школи як державної інституції. Третій етап — оновлювальний (пристосувальний) — тривав з 1870 року до кінця століття. Основною характеристикою цього етапу є переформатування системи освіти з конфесійної до державно-конфесійної, у якій вирішальна роль у формуванні програм релігійних та релігієзнавчих курсів належить питанню державного фінансування, а не ортодоксальності релігійного вчення. Іншою ознакою періоду є поступове повернення до політики конфесійної окремішності за маскою мультирелігійності навчального закладу в умовах дотримання права на віросповідання.
Книга складається з наступних розділів:
- Місце та роль релігійної та релігієзнавчої освіти у сучасному освітньому просторі
- Британська система освіти в умовах динамічної зміни світогляду ХІХ століття
- Вплив світоглядних змін на організацію освітнього процесу Великої Британії ХІХ століття

### У лещатах десталінізації
Вийшла у світ у Полтаві у видавництві «Сімон» у липні 2016 року. Наклад видання — 300 примірників. У виданні на основі аналізу широкого кола опублікованої літератури та архівних документів проводиться комплексне вивчення проблеми повсякдення колективів вищої педагогічної школи у 1953—1964 роках. Розкрито питання зміни матеріально-технічної бази вишів, еволюції умов побуту студентів та викладачів. Подано аналіз статків та купівельної спроможності освітян. Охарактеризовано мотиви повсякденної релігійної та девіантної поведінки студентів та викладачів. Визначено основні характеристики дозвілля. Досліджено ставлення педагогічних колективів до реформ у галузі освіти та участь у політехнізації навчання. З'ясовано місце студентів та викладачів у процесі «аграризації» суспільства. Охарактеризовано мовну ситуацію у вищій педагогічній школі доби «відлиги» та подано аналіз боротьби освітян з місцевими «культами особи».
Книга складається з наступних розділів:
- Introductions
- Living Conditions
- Leisure and Deviations
- Educators vs. Manufacturing
- Education vs. Kolkhoz
- Language Problem
- Education vs. personality cult

### Міфи і легенди десталінізації
Вийшла у світ у Полтаві у видавництві «Сімон» у квітні 2018 року. Наклад видання — 300 примірників. У виданні на основі аналізу широкого кола опублікованої літератури та архівних документів проводиться комплексне вивчення проблеми політичного компоненту повсякдення колективів вищої педагогічної школи у 1953—1964 роках. Книга є своєрідним продовженням попередньої монографії історика «In the Grip of De-Stalinization», котра вийшла друком у полтавському видавництві «Сімон» 2016 року. Обидва твори тісно пов'язані між собою як методологічно, так і низкою сюжетних ліній. По-перше, це спільний, головний, колективний герой досліджень — студенти, працівники та викладачі педагогічних вишів УРСР. По-друге, спільний час і простір, де живуть герої книг — радянська Україна періоду 1953—1964 років — відомого як «хрущовська відлига». По-третє, обидві книги написані англійською, що передбачає орієнтацію на певну аудиторію, здатну спожити цей інтелектуальний продукт. Схоже, такі підходи не випадкові та мають для автора концептуальне значення, що дає підстави говорити про сформований науковий почерк, притаманний студіям Олександра Лук'яненка.
Вибір для дослідження відносно однорідної групи працівників і студентів вищої педагогічної школи продиктований як особистими, так і науковими резонами. Погоджуємося з дослідником, що відбір для аналізу групи осіб, які проводять разом тривалий час, пов'язані схожими проблемами, життєвими орієнтирами дає можливість здобути загальний вектор їхнього світосприйняття та краще зрозуміти поведінкові реакції. Особиста належність Автора до когорти тих, хто сіє «розумне, добре і вічне» дозволила йому краще зрозуміти специфіку психології досліджуваної команди. У результаті маємо вдале поєднання показу певних спільних реакцій, характерних для багатьох колективів педагогічних інститутів УРСР з чітким усвідомленням унікальності кожного окремого досвіду. Все-таки життя конкретного вузу мало багато індивідуальних рис, зумовлених географічним розміщенням, історією, складом персоналу, матеріальними ресурсами, впливом навколишнього середовища та багатьма іншими слабо вловлюваними речами, які іноді відігравали вирішальну роль у зміні ставлення до реальності.
Попри те, що головна увага дослідження зосереджена на еволюції світосприйняття представниками вищої педагогічної школи політичних явищ і процесів періоду «відлиги» Автор прагне відійти від усталеного підходу, за якого населення лише пасивно реагує на політичні зміни, ініційовані згори, а історик відповідно фіксує ці зміни. Він послідовно відтискає державу на задній план розповіді. Намагається зробити саме звичайних людей головними дійовими особами наративу. Акцентує увагу на їхньому баченні політичних подій. Ось чому основними компонентами дослідження політичного повсякденного життя є не політики, а їхні образи в умах людей. Дослідник проводить думку, що люди ненавиділи або захоплювалися не справжнім політиком, якого фактично не знали, а тим образом, який виробляли у своїй свідомості. Фактори, які впливали на його створення теж перебувають у фокусі дослідження. Тому опис політичної буденності працівників педагогічних інститутів охоплює коло питань, пов'язаних не лише з сприйняттям політичного істеблішменту, а й з організацією внутрішніх справ вишів, громадської діяльності викладачів тощо. Саме у них відбивається сприйняття генеральних настанов партійного керівництва.
Проте, в дослідженні Автор торкається не лише владно-людських взаємин. Він вдало вписує їх в оточуюче предметне середовище (будівлі, вулиці, магазини, парки), серед якого мешкають герої дослідження та яке, впливаючи на їхній настрій, творить основу для різноманітних образів у людській свідомості не менше, ніж офіційні настанови.
У двох розділах монографії (р.79-91, 234—249) Автор аналізує сприйняття партії та політичних процесів у країні працівниками вишів. Велика увага тут зосереджена на ставленні людей до процесів десталінізації: особистій участі/неучасті у цьому процесі, зміні/тяглості риторики щодо нього в офіційних документах і буденному спілкуванні. Проаналізовані такі цікаві явища як «колективізм» і «лідерство» в їх радянській офіційній інтерпретації та повсякденних проявах, зокрема, вчинках окремих осіб у постсталінський період. Показано ставлення до світової політики через реалізацію цікавого концепту «великої політики на малій кухні». Чотири інших розділи (р.92-112, 113—128, 129—140, 141—233) присвячено дослідженню зміні образів Й.Сталіна, Г.Жукова, Л.Берії та членів так званої «антипартійної групи» (Л. Каганович, В. Молотов, Г. Маленков) у сприйнятті представників вищої педагогічної школи.
.
Книга складається з наступних розділів:
- Introductions
- Theoretical And Methodological Reflections
- Communist Mythology
- Sub-Tropical Serpent Beria
- The Anti-party Group in the everyday perception of the educators
- Zhukov: Marshal With Bonapartist Manners
- Stalin: The fallen idol
- CPSU

### «Найближчі друзі партії»
Вийшла у світ у Полтаві у видавництві «Сімон» у січні 2019 року. Наклад видання — 300 примірників. Автор провів комплексне дослідження повсякдення колективів педагогічних вишів радянської України у 1920-1960-х роках. З'ясовано типологічну хараткеристику спільноти, виявлено мотивацію приєднання студентів та викладачів до когорти освітян.
Охарактеризовано часові та просторові виміри повсякдення. Подано опис дозвілля, релігійних практики, забезпечення установ з підготовки учителів харчами, одягом, меблями та устаткуванням. Подано аналіз життя замкненого колективу в умовах Голодомору 1932—1933 рр., німецько-радянської війни 1941—1945 рр., діяльність освітян в окупації та на примусових роботах у Німеччині. Співвіднесено плани Комуністиної партії з реальністю, у якій функціонували колективи педагогічних вишів УСРР-УРСР.
.
Книга складається з наступних розділів:
- Вступ
- Теоретико-методологічні засади дослідження
- Загальна характеристика колективів педагогічних вишів радянської України 1920-х — першої половини 1960-х років
- Простір життєдіяльності колективів педагогічних вишів
- Наповнення робочого та вільного часу
- Простір базових потреб колективів педагогічних вишів
- Життя мікроколективу в екстремальних умовах
- Висновки

## Редакторська діяльність

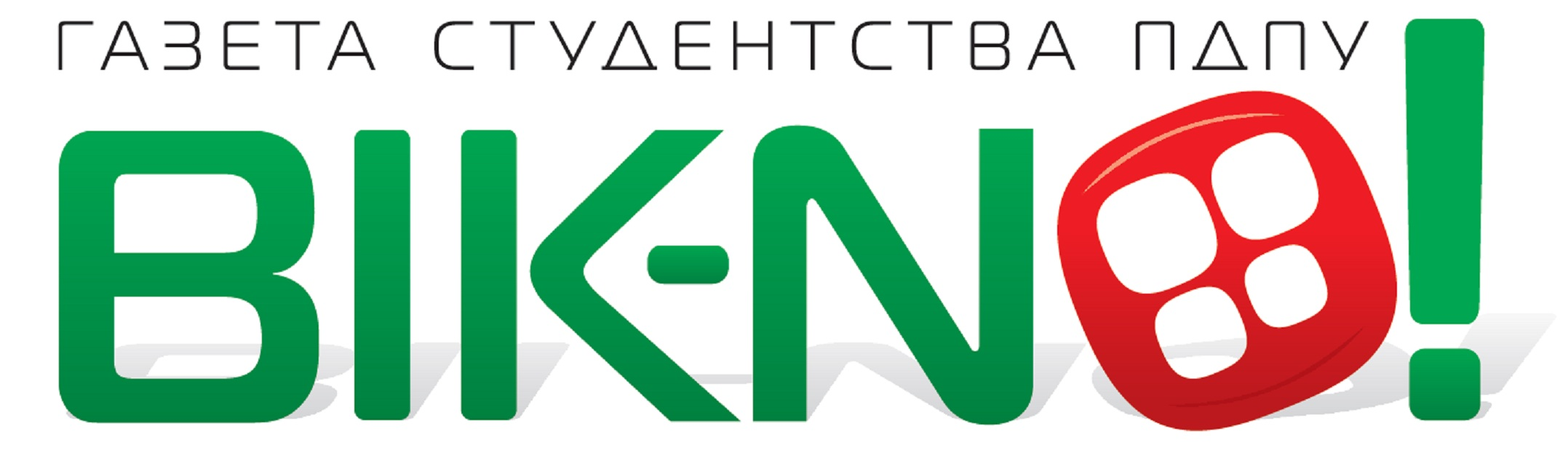
Логотип газети «ВІК-NO!», 2009

О. Лук'яненко був одним із ініціаторів створення першого загальноуніверситетського друкованого органу ПНПУ у добу незалежної України, газети «ВІК-NO!». У листопаді 2006 року обраний головним редактором видання. За активну громадянську позицію, внесок у розвиток демократичних інституцій області, був нагороджений почесними грамотами Полтавської міськради у 2007 та 2009 роках. Певний час перебував в опозиції до органів студентського самоврядування ПНПУ та міста Полтави, за що був підданий критиці, «позбавлений» відзнаки 2007 року, декілька разів «знімався» з посади разом із розпуском газети за «наклепницьку інформаційну діяльність». Проте, газета функціонувала й надалі. О. Лук'яненко очолював видання до листопада 2009 року (останні місяці як шеф-редактор), коли видання заступило організоване за ініціативи ректорату офіційне видання ПНПУ «Університетський час».

## Сценічна діяльність

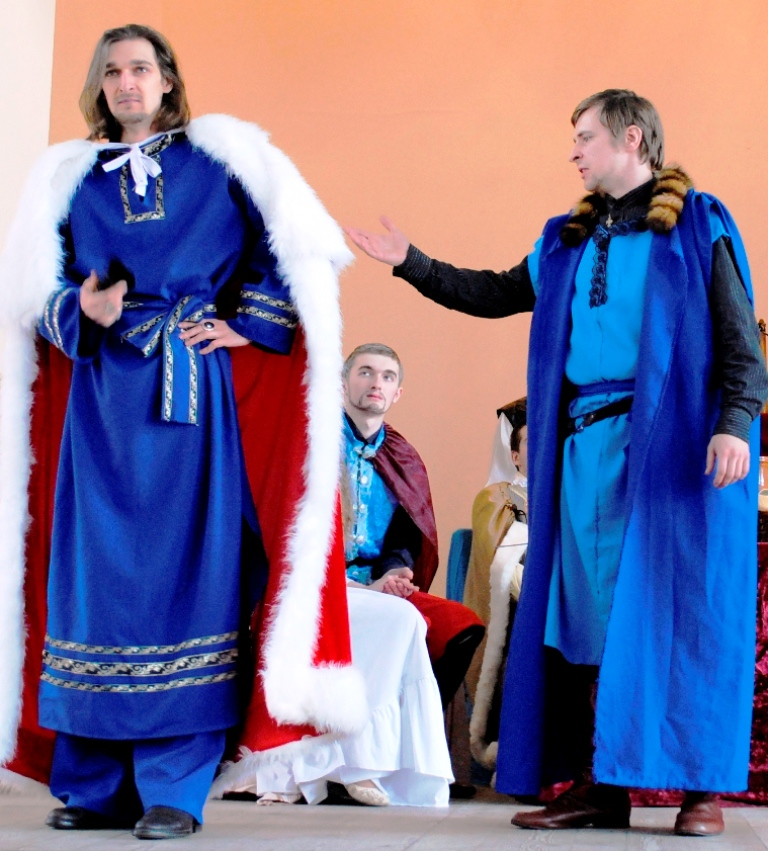
У ролі Санчо IV Кастильського, 2012

Із 2007 року О. Лук'яненко входить до складу театру «Фабула» ПНПУ.. Театр бере участь у міських та обласних заходах. У 2010 р. допомагав в організації вечорів пам'яті Ф. Шопена, що пройшли у ПНПУ разом із товариством «Полонія» за участі Генерального Консула Республіки Польща у Харкові пана Яна Едварда Ґраната та на Днях Європи у Полтаві. Є частим гостем у вишах та музеях Полтави, Кременчука, Києва, Харкова, Дніпра, Гадяча, Пирятина тощо. Був частим гостем на вечорах музики й театру в Полтавському музичному училищі.
| Рік  | Назва                                         | Автор                                 | Роль                                        |
| ---- | --------------------------------------------- | ------------------------------------- | ------------------------------------------- |
| 2007 | трагедія «Гастінгс»                           | Дж. Роуслі                            | короля Англії Едуарда Сповідника            |
| 2008 | трагедія «Останнє кохання Соломона»           | Б. Грубур, О. Купрін                  | царевич Ровоам                              |
| 2008 | трагедія «Хан Аспарух»                        | Б. Калайков                           | літописець Феофан                           |
| 2010 | драма «Коли єпископу вклонявся Папа Римський» | А. Реале                              | святий Ісидор Севільський                   |
| 2010 | драма «Графиня Водзинська»                    | Ж. Дюфур                              | композитор Фридерик Шопен                   |
| 2011 | трагедія «Орфей великого Неаполя»             | А. Різе                               | композитор Алесандро Страделла              |
| 2012 | трагедія «Вибачте, Ви помилилися номером»     | Л. Флетчер                            | бізнесмен Генрі Стівенсон                   |
| 2012 | драма Дініш Лаврадор"                         | Р. М. Підаль                          | король Кастилії Санчо IV Хоробрий           |
| 2013 | драма «Мазепа і Станіслав»                    | Г. Чельгрен                           | король Речі Посполитої Станіслав Лещинський |
| 2013 | драма «Горьківці»                             | за «Педагогічною поемою» А. Макаренка | Антон Макаренко                             |
| 2013 | драма «Нефертіті, цариця Єгипту»              | Р. Арділа-І-Арділа                    | фараон Аменхотеп IV Ехнатон                 |
| 2014 | драма «І час збереже таємницю…»               | В. Дунін-Мартинкевич                  | Великий князь київський Ізяслав             |
| 2014 | трагедія «Педро Кастильський»                 | Р. М. Підаль                          | король Кастилії Педро                       |
| 2015 | драма «Вашингтонська історія»                 | Елберт Карр                           | журналіст Том Бартон                        |
| 2015 | драма «Перша любов Котляревського»            | В. Савінов                            | Іван Петрович Котляревський                 |
| 2015 | сага " Доньки Олафа Хрестителя "              | [Ю. Г. Чельгрен                       | Канут Великий                               |
| 2016 | драма «Солуніські брати»                      | Б. Калайков                           | пастор Віхінг                               |
| 2016 | драма «Амадей»                                | Пітер Шеффер                          | Вольфганг Амадей Моцарт                     |

З рецензії-відгуку на виставу театру «Фабула» «Хан Аспарух» на Міжнародному конкурсі «Театральні горизонти-2008»: «Майстерно створений і образ Феофана. Часом він — пряма протилежність Аспарухові. […] Створюючи сценічний образ Феофана-літописця і друга Аспаруха, О. Лук'яненко цілком обґрунтовано потрактовує його як людину великого серця, людину благородну і мудру. Тим самим він гідно доповнює образ Аспаруха, підкреслюючи в ньому ті ж само якості. У такий спосіб виконавець з одного боку перебирає на себе роль об'єднуючого начала між протилежними спрямуваннями і ворогуючими силами, урівноважуючи їх, веде, так сказати, основну лінію сценічної дії, а з другого — створює ідейно-смислове та психологічне тло для саморозвитку, самовираження характерів Аспаруха, Курдима, Тейчіке, Тервела та інших героїв, ніскільки не порушуючи їх цілісності та ідейного задуму автора. В емоційно-смисловому плані Феофан О. Лук'яненка — багатоплановий, динамічний. Від одного психологічного стану до іншого він переходить то повільно, то одразу, емоційно-вибухово, але завжди осмислено, продумано, даючи героям усю повноту для самовираження й самоутвердження, що й створює гармонію між ним і В. Волощенком-Аспарухом, В. Гунченко-Тейчіке, М. Рибачук-Мітрі, О. Марченком-Прокопієм, П. Баранцем-Доброгостом, Н. Кашубою — імператрицею Іриною та іншими образами.»

## Музичні твори
О. Лук'яненко є композитором-аматором. Музичні твори представлені в п'єсами для фортепіано з оркестровкою. У 2013 р. вийшла збірка пісень для голосу та хору з оркестровим супроводом «Як в малі роки…». У 2016 — збірка музичних ескізів для двох «Акварелі».

### Як в малі роки
У збірнику подані ноти п'яти пісень для голосу та хору з оркестровим супроводом. Тематика пісень — дитинство, батьківство та перші кроки у життя.
До видання увійшли дві пісні, написані заслуженим працівником культури України Володимиром Сліпаком на вірші О. Лук'яненка. Загальний час звучання: 25 хвилин 45 секунд.
Склад оркестру:
Флейта, гобой, кларнет, фагот, контрафагот, литаври, ударна установка, арфа, фортепіано, челеста, скрипка, альт, віолончель, контрабас.
Пісні:
- Як в малі роки… (сл. та муз. О. Лук'яненка)
- Тихо над річкою (сл. та муз. О. Лук'яненка)
- Диво-слово колискова (сл. та муз. О. Лук'яненка)
- Дитячі очі (сл. та муз. О. Лук'яненка)
- Молитвослов (сл. та муз. О. Лук'яненка)
- Бабусин вальс (сл. О. Лук'яненка, муз. В. Сліпака)
- Дніпрові хвилі (сл. О. Лук'яненка, муз. В. Сліпака)

### Акварелі для фортепіано
У збірці подані ноти восьми музичних акварелей. Тематика збірки — подорож різними куточками світу — від шуму вокзалу до тишини світу на узбережжі моря, від гомону нічного лісу до дзвону сонячних зайчиків у різнокольорових вітражах високих соборів. Твори написані для двох фортепіано, що заступають собою оркестрову партитуру.
Музичні ескізи:
- Експрес у невідоме / Express to the Unknown
- Наздоганяючи час / Chasing the Time
- Діалог із сонцем / Dialogue with the Sun
- Чари нічного лісу / Charms of the Night Forest
- Осіння алея / Autumn Alley
- Сонячні зайчики у вітражах / Sunbeams In The Stained Glass
- Східний вітер / The East Wind
- У лабіринтах міст / In the Maze of the Cities

### Акварелі для оркестру
У збірці подані ноти восьми музичних акварелей. Тематика збірки — подорож різними куточками світу — від шуму вокзалу до тишини світу на узбережжі моря, від гомону нічного лісу до дзвону сонячних зайчиків у різнокольорових вітражах високих соборів. Твори написані для оркестру з різним набором інструментів.
Склад оркестру:
Флейта, флейта-піколо, альтова флейта, басова флейта, гобой, баритоновий гобой, англійський ріжок, кларнет, фагот, контрафагот, валторна, труба, тромбони, туба, литаври, трикутник, тарілки, ударна установка, музична підвіска (вітерець), арфа, фортепіано, челеста, клавесин, орган, скрипка, альт, віолончель, контрабас.
Музичні ескізи:
- Експрес у невідоме / Express to the Unknown
- Наздоганяючи час / Chasing the Time
- Діалог із сонцем / Dialogue with the Sun
- Чари нічного лісу / Charms of the Night Forest
- Осіння алея / Autumn Alley
- Сонячні зайчики у вітражах / Sunbeams In The Stained Glass
- Східний вітер / The East Wind
- У лабіринтах міст / In the Maze of the Cities

## Картини
О. В. Лук'яненко — автор ряду вишитих картин у техніці «хрестик». За словами митця, самостійно опанував цей вид творчості після появи бажання мати вишиту сорочку. Джерелом творчості вважає уроки декоративно-прикладного мистецтва у дитячій художній щколі міста Горішні Плавні під керівництвом педагога Анни Пахомівни Панченко. Більшість його робіт мають релігійну тематику. Майстер не вважає свої твори іконами, хоча відвідувачі на виставці апелюють до них саме у такому форматі, посилаючись на тлумачення іконописного образу відповідно до канонів Сьомого Вселенського собору, який іконою вважає лик, написаний на кіпарисовій дошці природними фарбами. Використовує переважно чорний та червоний кольори. Роботи зберігаються у приватних колекція, у Кременчуцькому льотному коледжі, у музеї-садибі письменника Василя Юхимовича у селі Сингаї на Житомирщині. У 2006—2009 роках створює ряд вишитих портретів та обрядових рушників; 2012 р. закінчив картину «Богородиця-Лада „Шлюбна чаша“, у 2013 р. — „Берегиня роду“, у 2014 р. — вишиту роботу „Покрова роду“ та „Портрет Василя Юхимовича“, у 2015 р. — полотно „Радуйся, Миколаю!“, у 2016 р. — релігійну композицію „Хто є як Бог?“, у 2018 р. — зображення „Сила Божа“.

### Берегиня роду
Твір декоративно-ужиткового мистецтва (картина, вишита у техніці „хрестик“) „Берегиня роду“ завершена автором 24 лютого 2013 року.
Горизонтальна композиція у центрі має символічну постать Богородиці в українському національному одягові, увінчана німбом з маків. Правою рукою вона оберігає паросток, лівою закриває український краєвид. Під нею з гір витікає потік, що переростає у ріку і хвилями б'є у пагорб. На схилі стоїть хата під стріхою з соняхами за тином. Поруч неї журавель та переорана нива з тополями уздовж неї. Над селом на горі стоїть церква. Зліва дзеркально до постаті Богородиці — родове дерево, на вершині якого райські птахи співають пісні. Під деревом немовля у трьох соняхах сіє у землю насінину на фоні гір. На задньому тлі простір поділений на два нефи трьома ажурними колонами, капітелі яких схожі на білі лілеї, а у фризові — ряд тризубів.
У колористиці використані червоний і чорний кольори. Використана техніка вишивки „хрестик“. Матеріал: канва, акрил. Розміри: 94 см х 117 см.
Має свідоцтво про реєстрацію авторського права на твір — № 72956 від 19.07.2017.

### Покрова роду
Твір декоративно-ужиткового мистецтва (картина, вишита у техніці „хрестик“) „Покрова роду“ завершена автором 21 лютого 2014 року.
Вертикальна композиція у центрі має символічну постать Богородиці, яка тримає перед собою обома руками рушник з хрестом по центру та по краях та зображеннями 9 свічок на ньому. На двох протилежних сторонах рушника вишиті слова „Віра“ та „Воля“. Під рушником вишита родина. Батько тримає в руці зернята та синицю, матір — свічку у каганці, дитя по центру зображене з розпростертими руками. Від нього у різні боки відходять колосся та квіти. Над батьковим плечем — зображення сонця зі свічкою в центрі, над материним — місяця з качкою на ньому. Справа знизу декоративне зображення храму та вишні з ягодами на ній. Зліва — купальське вогнище та дуб. З обох боків на верхівці колон вишиті лелечі гнізда з лелечою парою та лелеченям у них. Між колонами та ликом Богородиці в'ють дві виноградні лози, у яких вкраплені квіти соняхів та лілеї. У колористиці використані червоний і чорний кольори. Використана техніка вишивки „хрестик“. Матеріал: канва, акрил. Розміри: 141 см х 120 см
Має свідоцтво про реєстрацію авторського права на твір — № 72957 від 19.07.2017.

### Радуйся, Миколаю!
Твір декоративно-ужиткового мистецтва (картина, вишита у техніці „хрестик“) „Радуйся, Миколаю!“ завершена автором 10 лютого 2015 року.
Вертикальна композиція у центрі має символічну постать Богородиці, яка тримає перед собою обома руками єпископську митру, покладаючи її на голову Святому Миколаю. Святий зображений у єписькопському обладунку, нижче Святої Марії, тримаючи обома руками символічне сонце із символом трійці в центрі. Під ним декоративне зображення дзвінниці Свято-Миколаївського собору у місті Горішні Плавні, під яким відкрита Біблія з посиланням на Євангеліє від Матвія 19:21.
Обабіч дзвінниці стоять двоє дітей. Хлопчик справа у чорному одязі тримає в руках книгу та перо, а зліва у червоному одягові тримає дерев'яного коника та в'язку бубликів. Над найнижчим ярусом композиції з однієї хмари іде дощ, під яким символічні зображення жита, верби та гречки. А на ланові випасається буланий кінь. З іншої летить сніг на хату під стріхою, у вікні якої горить свічка. З обох сторін від Святого Миколая зображені опущені донизу обоюдогострі мечі, обплетені зміями, з надписами „Віра“ та „Воля“ на них та зображеннями хреста та тризуба. Над мечами ідуть догори символічні колони з шістьма ланками зі свічами у них з кожного боку. Капітелі колон завершуються декоративними зображеннями дверей пекла та раю та ключами від них. Посередині композиції зверху маяк, до якого з обох боків пливуть дві варязькі дракари у супроводі двох дельфінів. З обох боків Богородиці — гори з глеками з медом, над якими кружляють по дві бджоли під кетягами бузку.
У колористиці використані червоний і чорний кольори. Використана техніка вишивки „хрестик“. Матеріал: канва, акрил. Розміри: 147 см х 88 см
Має свідоцтво про реєстрацію авторського права на твір — № 72955 від 19.07.2017.

### Хто є як Бог?
Твір декоративно-ужиткового мистецтва (картина, вишита у техніці „хрестик“) „Хто є як Бог?“ завершена автором 02 лютого 2016 року.
Вертикальна композиція у центрі має символічну постать Ісуса Христа, увінчаного короною, з розпростертими руками. У німбові присутні символічні зображення чотирьох апостолів (людина, бик. Лев, орел). Над правою рукою Христа Чаша, в яку стікає виноградний сок з лози з трьома гронами винограду. Над лівою — відкрита Біблія з посиланням на Євангеліє від Матвія 7:1 та три маки. Нижче вертикальну вісь продовжує постать Архангела Михаїла, який стоїть на одному коліні, притискаючи до землі змія. У правій руці у нього спис, у лівій — терези. Під правим крилом архангела декоративне зображення Михайлівського Золотоверхого собору у Києві. Обабіч архангела зображення рук, що тримають криві мечі лезом догори. У верхнім кутах картини — зображення двох херувимів, що сурмлять у сурми. В центрі над німбом Христа зображення Всевидячого Ока Божого, від якого розвіваються два штандарти зі словами „Віра“ та „Воля“ на них. У колористиці використані червоний і чорний кольори. Використана техніка вишивки „хрестик“. Матеріал: канва, акрил. Розміри: 147 см х 88 см
Має свідоцтво про реєстрацію авторського права на твір — № 72959 від 19.07.2017.

## Нагороди та відзнаки
- 2001 — Лауреатом конкурсу „Твоє майбутнє, Комсомольськ!“ за наукові розвідки з історії української національної ідеї XVIII—XIX ст.
- 2002 — Лауреатом конкурсу „Твоє майбутнє, Комсомольськ!“ за наукові розвідки з історії української національної ідеї у творчості Л. Лук'яненка
- 2003 — Дипломант Полтавського обласного конкурсу творчості, присвяченої 150-річчю Володимира Короленка
- 2004 — Подяка Комсомольського міського голови за професіоналізм та високу майстерність перекладу (Міжнародний фольклорний фестиваль „Калинове літо на Дніпрі“)
- 2005 — Подяка Комсомольського міського голови за професіоналізм та високу майстерність перекладу (Міжнародний фольклорний фестиваль „Калинове літо на Дніпрі“)
- 2006 — Диплом І ступеня Всеукраїнського конкурсу наукових робіт з політології („Політичні партії на Полтавщині (1991—2006 роки)“)
- 2006 — Подяка Комсомольського міського голови за професіоналізм та високу майстерність перекладу (Міжнародний фольклорний фестиваль „Калинове літо на Дніпрі“)
- 2007 — Дипломант Всеукраїнського конкурсу „Новітній інтелект України“ за наукові розвідки з Родоцентричної педагогіки (Київ)
- 2007 — Лауреат першого ступеня Регіонального фестивалю-конкурсу „Золота пектораль“ (Полтава) (у складі театру „Фабула“, трагедія „Гастінгс“) Дж. Роуслі, роль — короля Англії Едуард Сповідник)
- 2007 — Диплом переможця конкурсу „Студент року“ Полтавського національного педагогічного університету за визначні успіхи у науковій діяльності
- 2007 — Почесна грамота Студентської ради Полтави при виконавчому комітеті Полтавської міської ради за вагомий внесок у розвиток духовності територіальної громади
- 2008 — Диплом ІІ ступеня Міжнародного конкурсу „Театральні горизонти 2008“ (Київ) (у складі театру „Фабула“, трагедія „Хан Аспарух“ Б. Калайкова, роль — літописець Феофан)
- 2008 — Диплом переможця конкурсу „Студент року“ Полтавського національного педагогічного університету за визначні успіхи у науковій діяльності
- 2009 — Диплом І ступеня Всеукраїнського конкурсу наукових робіт з педагогіки („Формування гуманних відносин учителя й учнів в основній школі“)
- 2009 — Диплом переможця міського конкурсу „Сім'я року“ (м. Комсомольськ) (у складі родина Лук'яненко; „Золотий сімейний фонд“)
- 2009 — Подяка міського голови за високі наукові здобутки та активну громадянську позицію
- 2010 — Лауреат першого ступеня Міжнародного фестивалю-конкурсу „Життя-світло-любов“ (Полтава-Мюнхен) (у складі театру „Фабула“, драма „Коли єпископу вклонявся Папа Римський“ А. Реале, роль — святий Ісидор Севільський)
- 2013 — Диплом ІІ ступеня за найкращий акторський дует П. Баранця та О. Лук'яненка Міжнародного конкурсу „Театральні горизонти 2013“ (Київ) (у складі театру „Фабула“, драма Дініш Лаврадор» Р. М. Підаля роль — король Кастилії Санчо IV Хоробрий)
- 2013 — Літературна премія імені Василя Юхимовича за книгу поезій «Філософія українського серця»
- 2013 — Грамота Полтавської обласної ради за значний особистий внесок у розвиток сучасної літератури, утвердження гуманістичних цінностей у суспільстві та активну громадянську позицію.
- 2014 — Диплом ІІ ступеня за найкращу чоловічу роль Всеукраїнського конкурсу театрального мистецтва «Слобожанська фантазія-2014» Суми) (Великий князь київський Ізяслав з драми «І час збереже таємницю…» В. Дуніна-Мартинкевича).
- 2014 — Диплом ІІІ ступеня Всеукраїнського конкурсу театрального мистецтва «Рампа-2014» (Дніпропетровськ) (у складі театру «Фабула», Великий князь київський Ізяслав з драми «І час збереже таємницю…» В. Дуніна-Мартинкевича).
- 2015 — Грамота виконавчого комітету Полтавської міської ради за значний особистий внесок у розвиток сучасної літератури, утвердження гуманістичних цінностей у суспільстві та активну громадянську позицію.
- 2015 — Диплом І ступеня за найкращий акторський ансамбль Міжнародного конкурсу «Театральні горизонти 2016» (Київ) (у складі театру «Фабула», драма Солунські брати" (Б. Калайков) (роль — пастор Віхінг)
- 2015 — Диплом ІІІ ступеня за найкращий акторський дует О. Лук'яненка та О. Бондарека Всеукраїнського конкурсу професійних театральних колективів «Слобожанська фантазія-2016» (Суми) (у складі театру «Фабула», драма Солунські брати" (Б. Калайков) (роль — пастор Віхінг)
- 2015 — Диплом ІІ ступеня за найкращий акторський колектив Всеукраїнського конкурсу професійних театральних колективів «Слобожанська фантазія-2016» (Суми) (у складі театру «Фабула», драма Солунські брати" (Б. Калайков) (роль — пастор Віхінг)
- 2015 — Гран-прі Міжнародного конкурсу «Фестивальний марафон-2016» (Дніпро) (у складі театру «Фабула», драма Солунські брати" (Б. Калайков) (роль — пастор Віхінг)

## Твори
- Родоцентрична педагогіка: історико-теоретичні розвідки (2008)
- Пошуки Бога: теорія та практика морально-етичного руху «Дзвенячі кедри…» (2009)
- Перехрестя стилів та епох: культура, побут та стиль життя населення країн Європи та Америки кінця XIX — початку XX століть (2009)
- Освячена школа чи освічена паства? (світоглядні засади організації навчання у Великій Британії XIX століття) (2010)
- Філософія українського серця: поетичні роздуми (2010)
- Храм. Философия сердца (2011)
- Алхімія життя: драма-викриття на три дії з епілогом (2012)
- Як в малі роки…: пісні для голосу та хору з оркестровим супроводом (2013)
- Stabat Mater: драма-каяття на три дії (2014)
- Філософія родошанування: поетичні роздуми (2015)
- Акварелі: Музичні ескізи для оркестру (2016)
- Акварелі: Музичні ескізи для двох фортепіано (2016)
- In the Grip of De-Stalinization: Mosaics of Everyday Life of Pedagogical Institutes of the UkrSSR in 1953—1964 (2016)
- Книгозбірня пам'яті: Сто спогадів одного кохання. Поетична сповідь (2017)
- Прованська казка: драма-перегук на дві дії (за мотивами «Доньки короля Рене» Генріка Герца) (2017)
- Вокзал життя: Сто думок на перехресті. Поетичні мандри (2018)
- Myths and Legends of De-Stalinization: The Debris of Everyday Perception of Politicians in the Minds of Educators of the UkrSSR in 1953—1964 (2018)
- Випадкові пророки: Сто шукань між ста вагань. Поетичні розмисли' (2019)
- «Найближчі друзі партії»: колективи педагогічних вишів України в образах щодення 1920-х — першої половини 1960-х років (2019)

## Наукові публікації
Основні публікації:
Родоцентрична педагогіка
- 1. Лук'яненко О. В. Використання принципів староруського світогляду у творчій ініціативі учителя ХХІ століття // Розвиток наукової творчості майбутніх вчителів природничих дисциплін. Матеріали міжнародної науково-практичної конференції /За редакцією М. В. Гриньової. — Полтава: Астрая, 2007. — С. 88-91
- 2. Лук'яненко О. В. Воля і творчість Людини-Роду у процесі усвідомлення життєвого призначення // Матеріали Міжнародної науково-практичної конференції «Спадщина А. С. Макаренка і педагогічні пріоритети сучасності» (м. Полтава, 12-14 березня 2008 р.) / За заг. ред. проф. М. В. Гриньової. — Полтава: Астрая, 2008. — С.204-207
- 3. Лук'яненко О. В. Дитина у навчально-виховній системі ведичної Русі // Регіональна науково-практична конференція «Спорт — Здоров'я — Життя». Полтава: ПДПУ, 2007. — С.18–27.
- 4. Лук'яненко О. В. Дитина як мета вічної життєтворчості Роду // Молодь — медицині майбутнього: тези доп. міжнар. наук. конф. студентів та молодих вчених. 24-25 квітня 2008 року. — Одеса: Одес.держ.мед.ун-т, 2008. — С.5
- 5. Лук'яненко О. В. Екологічний стан навколишнього середовища та проблема переорієнтації людської свідомості / Олександр Вікторович Лук'яненко // Проблеми відтворення та охорони біорізноманіття України / Матеріали Всеукраїнської студентської науково-практичної конференції. — Полтава: Астрая, 2007. — С.202–205.
- 6. Лук'яненко О. В. Зв'язок із витоками Роду в освіті // Початкова школа: реалії та перспективи: Матеріали Всеукраїнської науково-практичної конференції для студентів, магістрантів та аспірантів. — Суми: Сум ДПУ ім. А. С. Макаренка, 2008. — С.98-100.
- 7. Лук'яненко О. В. Злам педагогічних систем: втрачена обрядовість ведичних (дохристиянських) часів // Дидаскал: часопис кафедри педагогіки ПДПУ імені В. Г. Короленка. Полтава, 2006. — № 4. — С.99–102.
- 8. Лук'яненко О. В. Коротка характеристика принципів ведичної педагогіки // Матеріали V Міжнародної наукової конференції студентів та молодих вчених «Молодь та медицина майбутнього». — Видавець ПП Балюк І. Б., Вінниця, 2008. — С.315.
- 9. Лук'яненко О. В. Місце і роль учителя у навчально-виховному процесі стародавньої Русі // Фізична культура як пріоритетний компонент становлення і розвитку особистості учителя. — Полтава, 2007. — С.108–116.
- 10. Лук'яненко О. В. Повернення фенікса: родоцентрична педагогіка // Українська література в загальноосвітній школі. — липень-серпень 2011. — № 7-8. — С.44-46.
- 11. Лук'яненко О. В. Родошанування в українській ведичній культурі: історична ретроспектива // Інноваційний розвиток суспільства за умов крос-культурних взаємодій. Секція 4. Освіта, культура, наука як чинники інноваційного розвитку (частина 1). Матеріали міжнародної наукової конференції. — Суми, 2008. — С.50-52.
- 12. Лук'яненко О. В. Українська релігійна свідомість у процесі реформації національної освіти // Печатное слово. — 2008. — № 1/26. — С. 60-62.
- 13. Лук'яненко О. Повернення фенікса: родоцентрична педагогіка // Берегиня: Всеукраїнський народознавчий часопис. — № 3'08 (58). — С.77-81.
- 14. Лук'яненко О. В. Дитина у навчально-виховній системі ведичної Русі // Дидаскал: часопис / кафедра педагогіки ПДПУ імені В. Г. Короленка. Полтава, 2007. — № 5. — С.125–128.
- 15. Лук'яненко О. В. Збереження духовного контакту «учитель-учень» у контексті сучасних реформ освіти // Соціо-економічні трансформації в епоху глобалізації. Матеріали Другої Всеукраїнської науково-практичної конференції. Том 2. — Полтава: Скайтек, 2007. — С.147–150.
- 16. Лук'яненко О. В. Родоцентризм та гармонізація українського світогляду // Матеріали ІІ-ї Міжрегіональної науково-практичної конференції «Сучасні проблеми правової, політичної, економічної ситуації в України та шляхи їх вирішення». Частина ІІ. — Полтава, МАУП. — С. 11-14.
- 17. Лук'яненко О. В. Якою побачать Україну наші діти і що для цього нам варто зробити? // Наукові записки: матеріали звітної наукової конференції викладачів, аспірантів, магістрантів і студентів фізико-математичного факультету. — Полтава: ПДПУ, 2007. — С.270–274
- 18. Лукьяненко А. В. Вечность человека в контексте принципа родо-соответствия // Международный симпозиум «Путь, истина и жизнь». Материалы научно-практической конференции «Время и вечность в науке, религии, культуре», Альманах. Выпуск 3. — Курск: Издательство Курского института менеджмента, экономики и бизнеса, 2008. — С.43-45.

Історія освіти Великої Британії XIX століття
- 19. Лук'яненко О. В. Англійська освітня система після закону про відкритість та позаконфесійність шкіл 1868—1869 рр. // Збірник матеріалів ХІІ студентської наукової конференції історичного факультету. Квітень 2009 року. — Полтава: АСМІ, 2009 — С.85-88.
- 20. Лук'яненко О. В. Законодавче регулювання позаконфесійності британської освіти // Правозахисний рух: історія та сучасність. Матеріали ІІ всеукраїнської студентської науково-практичної конференції. — Полтава: «Друкарська майстерня», 2009. — С. 75-77.
- 21. Лук'яненко О. В. Релігійна та релігієзнавча освіта Великої Британії: тенденції початку ХХІ століття // Освітні інновації: філософія, психологія, педагогіка. Матеріали міжнародної наукової конференції. — Суми, 2009.
- 22. Лукьяненко А. В. Школа и религия ближнего зарубежья: проблемы и подходы // Международный симпозиум «Путь, истина и жизнь». Материалы научно-практической конференции «Семья и школа в современном мире», Альманах. Выпуск 4. — Курск: Издательство Курского института менеджмента, экономики и бизнеса, 2009.

Краєзнавство
- 23. Лук'яненко О. В. «Комсомольськ-на-Дніпрі: коротка історія фестивального руху» // Перші Череванівські читання: збірник матеріалів регіональної науково-практичної конференції. Полтава: ІОЦ ПДПУ, 2007. — С. 78-85
- 24. Лук'яненко О. В. Молода революція // Полтавський регіон на пульсі держави. — № 1(4). — січень-березень 2008. — С. 64-68.
- 25. Лук'яненко О. В., Киридон Є. П. Сакральний шлях жінки: від богині до рабині / Олександр Вікторович Лук'яненко, Євгенія Петрівна Киридон. // Історія релігій в Україні. Науковий щорічник. Книга І. — Львів: Логос, 2007.

Історія освіти доби «відлиги»
- 26. Lukjanenko Oleksandr. «Unsere Kinder verschmähen die ukrainische Sprache…»: Aufklärer der Sowjetukraine an der Sprachfront «Tauwetter» // ІІІ. Internationale virtuelle Konferenz der Ukrainistik «Dialog der Sprachen — Dialog der Kulturen. Die Ukraine aus globaler Sicht» Reihe: Internationale virtuelle Konferenz der Ukrainistik. Bd. 2012. Herausgegeben von Olena Novikova, Peter Hilkes, Ulrich Schweier. Verlag Otto Sagner, München — Berlin, 2013. –S.320-342.
- 27. Лук'яненко О. В. Аграрні обрії педагогічних вишів УРСР часів «відлиги» // Навколишнє середовище і здоров'я людини. Матер. VI Всеукр. науково-практ. семінару. — Полтава: Астрая, 2013. — С.319-322.
- 28. Лук'яненко О. В. «Атеїстична варта» освітян доби «відлиги» // Актуальні питання всесвітньої історії та методики їх викладання: збірник наукових праць за матеріалами доповідей і повідомлень Восьмого Всеукраїнського науково-практичного семінару (28-29 березня 2013 року). — Полтава: ПНПУ імені В. Г. Короленка, 2013. — С.180-186
- 29. Лук'яненко О. В. «Антипартійна група Маленкова, Кагановича, Молотова» у реакції полтавської освітянської еліти // Збірник матеріалів ХІІ студентської наукової конференції історичного факультету. Квітень 2009 року. — Полтава: АСМІ, 2009. — С.82-84.
- 30. Лук'яненко О. В. «Без мами й тата й неубрана хата»: побут студентів педінститутів УРСР часів «відлиги» // Наука України. Перспективи та потенціал: Матер. IV Всеукр. науково-практ. заочної конфер. — Одеса, 2012, — С.41-44.
- 31. Лук'яненко О. В. Боротьба з «ворогами Компартії» на рівні Полтавського педінституту (початок 1957 року) // Материали за 5-а международна научна практична конференція «Настоящи изследвания-2009». Т. 10. История. Философия. Политика. — София «БЯЛ ГРАД-БГ» ОДД. — С.3-5.
- 32. Лук'яненко О. В. Визвольна війна XVIII століття проти Росії чи разом із нею?: Історичний вінегрет національної свідомості майбутніх освітян України середини ХХ та початку ХХІ століття // Придніпровські соціально-гуманітарні читання. Матер. Криворізької сесії І Всеукр. наук. конфер. з міжнародною участю: у 5-х ч. — Д.: ТОВ «Інновація», 2012. — ч.2. — С.93-95.
- 33. Лук'яненко О. В. Девіантна поведінка у вищій педагогічній школі УРСР часів десталінізації // Український історичний збірник. — 2012. — № 15. — С.192-199.
- 34. Лук'яненко О. В. Десталінізація 1956 року очима полтавської інтелігенції: проблематика дослідження // Материали за 4-а международна научна практична конференція «Динамика изследвания-2008». Т. 20. Закон. Державна администрация. Философия. Політика. История. — София «БЯЛ ГРАД-БГ» ОДД. — С.75-78.
- 35. Лук'яненко О. В. Десталінізація свідомості полтавців на початку 1957 року: витоки та паралелі // Materialy IV mezinarodni vedecko-prakticka konference «Veda a vznik — 2008/2009» — Dil 10. Historie. Politicke vedy. Filosofie. Psychologie a sociologie — Praha: Publishing house «Education and science» s.r.o. — C.3-5.
- 36. Лук'яненко О. В. «Доля відповідальності лежить на кожному з нас»: освітяни УРСР у боротьбі з культом Сталіна // Materiály VIII mezinárodní vědecko — praktická konference «Aktuální vymoženosti vědy — 2012». — Díl 9. Historie. Hudba a život: Praha. Publishing House «Education and Science» s.r.o — С.3-5.
- 37. Лук'яненко О. В. «Досить корчити з себе вождів…»: освітяни УРСР у боротьбі з місцевими культами доби «відлиги» // Наука України: перспективи та потенціал: традиції та інновації. Матер. V Всеукр. науково-практ. заочної конфер. — Одеса, 2012. — С.61-65.
- 38. Лук'яненко О. В. Доля світу у людських руках: практика сакралізації образу Сталіна на тлі перетворення природи СРСР // Навколишнє середовище і здоров'я людини. Матер. ІІІ Всеукр. науково-практ. семінару. — Полтава, 2009. — С.280-283.
- 39. Лук'яненко О. В. Доповідь Хрущова «Про культ особи та його наслідки» та настрої полтавської освітянської еліти // Materialy IV mezinarodni vedecko-prakticka konference «Predni vedecke novinki — 2008» — Dil 3. Pedagogika. Filogocke vedy. Psychologie a sociologie. Hudba a zivot. Historie. Filsofie. — Praha: P. H. «Education and science» s.r.o. — C.76-79.
- 40. Лук'яненко О. В. Еволюція політичної свідомості замкненої групи: нотатки до історичної розвідки // Соціально-економічні трансформації в епоху глобалізації. Зб. Наук. статей учасників Четвертої Всеукр. науково-практ. Конфер. — Полтава: Скайтек, 2011. — С.273-276.
- 41. Лук'яненко О. В. «Єдиноначаліє не ліквідується…»: «культовість» директорів педінститутів УРСР часів десталінізації // Сучасні соціально-гуманітарні дискурси. Матер. ІІ Всеукр. наук. конфер. з міжнародною участю: у 3-х ч. — Д,: ТОВ «Інновація», 2012. — ч.2. — С.157-161.
- 42. Лук'яненко О. В. КПРС проти Сталіна: культ проти культу // Молода наука України: перспективи та пріоритети розвитку. Матер. ХІ Всеукр. науково-практ. заочної конфер. — Одеса, 2012. — С.81-84.
- 43. Лук'яненко О. В. Криза образу Сталіна у світогляді освітян УРСР часів «відлиги» // Materiały VIII Międzynarodowej naukowi-praktycznej konferencji «Aktualne problemy nowoczesnych nauk — 2012» Volume 32. Historia.: Przemyśl. Nauka i studia– S.14-16.
- 44. Лук'яненко О. В. Лаврентій Берія: героїзація та анафема у свідомості освітян // Історична пам'ять. — 2011. — № 2 (26) — C.109-115.
- 45. Лук'яненко О. В. Маркери дослідження повсякдення освітян УРСР доби «відлиги» // Materiały VIII Międzynarodowej naukowi-praktycznej konferencji «Wschodnie partnerstwo — 2012» Volume 5. Historia. Politołogija. Filozofia.: Przemyśl. Nauka i studia. — С. 9-11.
- 46. Лук'яненко О. В. Методолого–теоретичні засади дослідження освітянського повсякдення доби «відлиги» // Материали за 8-а международна научна практична конференция, «Научният потенциал на света», — 2012. Т. 6. История. Философия. Политика. София. «Бял ГРАД-БГ» ООД — С.3-6.
- 47. Лук'яненко О. В. «Між роками 1917—1956 ми шагнули недалеко»: освітяни УРСР у дискусії щодо культу Сталіна // Materiały VIII Międzynarodowej naukowi-praktycznej konferencji «Dynamika naukowych badań — 2012» Vol. 13. Historia.: Przemyśl. Nauka i studia — С.3-5.
- 48. Лук'яненко О. В. Мовне питання у педінститутах УРСР часів «відлиги»: проблеми, межі та критерії // Материали за 8-а международна научна практична конференция, «Динамиката на съвременната наука», — 2012. Т. 5. Закон. История. София. «Бял ГРАД-БГ» ООД. — С.59-61.
- 49. Лук'яненко О. В. Мовне питання у середовищі освітян УРСР часів десталінізації // Сумська старовина. — 2012. — № 36-37. — С.72-82.
- 50. Лук'яненко О. В. Мотивація повсякденної поведінки освітян УРСР доби «відлиги» // Materiály VIII mezinárodní vědecko — praktická konference «Vznik moderní vědecké — 2012». — Díl 7. Historie. Politické vědy. Administrativa: Praha. P. H. «Education and Science» s.r.o. — S.3-5.
- 51. Лук'яненко О. В. Музика й література у площині дозвілля педколективів УРСР часів десталінізації // Сучасна освіта і наука в Україні: традиції та інновації. Матер. ХІІІ Всеукр. науково-практ. заочної конеф. — Запоріжжя, 2012. — С.108-111.
- 52. Лук'яненко О. В. Нове життя старих міфів: культотворення та культотворці середини XX століття // Історія релігій в Україні. Наук. щорічник. Кн. І. — Л.: Логос, 2010. — С.542-549.
- 53. Лук'яненко О. В. Нотатки до методики визначення коефіцієнту зміни політичної свідомості замкненої групи / / ІІ Національний політологічний конвент МАСПН (Україна) 15-16 березня 2012 року. — К.: ВПЦ «Київський університет», 2012. — С.26-27.
- 54. Лук'яненко О. В. Образ Сталіна у світогляді освітян УРСР на початку «відлиги» // Materiály VIII mezinárodní vědecko — praktická konference «Vědecký pokrok na přelomu tysyachalety — 2012». — Díl 13. Historie: Praha. P. H. «Education and Science» s.r.o. — S.5-7.
- 55. Лук'яненко О. В. Освітяни Полтавщини: на межі сільської практики та господарської теорії (1956—1957 рр.) // Український селянин: зб. наук праць [за ред. А. Г. Морозова]. — Черкаси: ЧНУ імені Б. Хмельницького, 2010. — Вип. 12 — С.65-67.
- 56. Лук'яненко О. В. Падіння Жукова у світогляді педагогів доби «відлиги» // Друга всеукр. наук. конфер. «Досягнення соціально-гуманітарних наук в сучасній Україні»: у 3-х ч. — Д.: ТОВ «Інновація», 2012. — Ч.3. — С.34-36.
- 57. Лук'яненко О. В. Перехрестя «мови» та «языка»: мовне питання у педінститутах УРСР часів "відлиги // Materiály VIII mezinárodní vědecko — praktická konference «Aplikované vědecké novinky — 2012». — Díl 4. Právní vědy. Historie: Praha. P. H. «Education and Science» s.r.o. — S.64-67.
- 58. Лук'яненко О. В. Періодизація впливу аграрних реформ доби «відлиги» на повсякдення педінститутів УРСР // Materiały VIII Międzynarodowej naukowi-praktycznej konferencji «Europejska nauka XXI owieką — 2012» Volume 16. Historia. Muzyka i życie.: Przemyśl. Nauka i studia — S.3-6.
- 59. Лук'яненко О. В. Періодизація впливу освітніх реформ на освітянське повсякдення доби «відлиги» // Materiały VIII Międzynarodowej naukowi-praktycznej konferencji «Nauka i inowacja — 2012» Volume 8. Historia. Filozofia. Politołogija.: Przemyśl. Nauka i studia– С.9-11.
- 60. Лук'яненко О. В. Періодизація розвитку мовного питання у вищій педагогічній школі часів «відлиги»// Материали за 8-а международна научна практична конференция, «Новини на научния прогрес», — 2012. Т. 3. Закон. История. Философия. Политика. Държавна администрация. София. «Бял ГРАД-БГ» ООД. — С.29-32.
- 61. Лук'яненко О. В. Підсумки роботи ХХ з'їзду КПРС: реакція членів парторганізації Полтавського педінституту // Materialy IV mezinarodni vedecko-prakticka konference «Veda: teorie a praxe 2008» — Dil 9. Historie. Politicke vedy. Administrativa. — Praha: P. H. «Education and science» s.r.o. — S.18-21.
- 62. Лук'яненко О. В. Побутові умови колективів педінститутів УРСР часів «відлиги» // Гуржіївські історичні читання: Збірник наукових праць / Ред. кол.: В. А. Смолій, О. І. Гуржій, А. Г. Морозов та ін. — Черкаси: ЧНУ ім. Б. Хмельницького, 2012. — Вип. 5. — С.144-146.
- 63. Лук'яненко О. В. Повсякдення замкнених груп: проблеми архівної евристики, унікальності та спільності // Історична регіонал істика на зламі століть: актуальні питання: Матер. Міжнародної наук. конфер. — Луганськ: Вид-во «Ноулідж», 2012. — С.75-78.
- 64. Лук'яненко О. В. Повсякдення колективів педагогічних ВНЗ Української РСР часів десталінізації (1953—1964 роки): дис … канд. іст. наук : 07.00.01 / Полтавський нац. пед. ун-т ім. В. Г. Короленка. — Полтава, 2012.– 320 с.
- 65. Лук'яненко О. В. Повсякдення колективів педагогічних ВНЗ Української РСР часів десталінізації (1953—1964 роки): автореф. дис … канд. іст. наук : 07.00.01 / Черкаський нац. ун-т ім. Б. Хмельницького.– Черкаси, 2013.– 20 с.
- 66. Лук'яненко О. В. Полтавський педагогічний на шляху до аграрних перемог // Навколишнє середовище і здоров'я людини. Матер. V Всеукр. науково-практ. семінару. — Полтава: Скайтек, 2012. — С.62-64.
- 67. Лук'яненко О. В. Постанова ЦК КПРС «Про подолання культу особи та його наслідків» та кореляція суспільної свідомості працівників Полтавського педагогічного інституту // Materialy IV Miedzynarodowej naukowi-practycznej konferenciji "Nauka і inowacja — 2008. Tym 8. Prawo. Historia.– Przemysl: Nauka i studia. — S.51-56.
- 68. Лук'яненко О. В. Початок 1956 року: суперечності сприйняття Полтавським педінститутом поглиблення процесів десталінізації // Materialy IV mezinarodni vedecko-prakticka konference «Veda: teorie a praxe — 2008» — Dil 9. Historie. Politicke vedy. Administrativa. — Praha: P. H. «Education and science» s.r.o. — S.3-5.
- 69. Лук'яненко О. В. Проблема «культу особи» директора в житті Полтавського педінституту на початку 1957 року // Materialy V Miedzynarodowej naukowi-practycznej konferenciji "Kluczowe aspekty naukowej dzialnosci — 2009. Volume 4. Ekonomiczne nauki. Politologia. Historia: Panstwowy zarzad. — Przemysl: Nauka i studia. — S.67-69.
- 70. Лук'яненко О. В. Проблеми втілення у життя рішень ХХ з'їзду очима колективу ПДПІ імені В. Г. Короленка // Materialy IV mezinarodni vedecko-prakticka konference «Nastoleni moderni vedy — 2008» — Dil 4. Ekonomicke vedy. Administrativa. Historie. — Praha: P. H. «Education and science» s.r.o. — S.53-56.
- 71. Лук'яненко О. В. Реакція колективу Полтавського педінституту на доповіді М. С. Хрущова на ХХ з'їзді КПРС // Materialy IV Miedzynarodowej naukowi-practycznej konferenciji "Naukowy potencjal swiata-2008. Tym 6. Historia. Politologija. Filologiczne nauki. Psychologia i sociologia. — Przemysl: Nauka i studia. — S.3-4.
- 72. Лук'яненко О. В. «Релігійні війни» освітян часів десталінізації як наступ на національну самоідентифікацію // Правове регулювання релігійного життя: історія, сучасність, перспективи. Матер. IV між нар. круглого столу. — Х.: Вид-во «Корецька Л. О.», 2011. — С.112-115.
- 73. Лук'яненко О. В. «Росіє, ти нам рідна мати …»: виховання (псевдо?)національної самобутності українських освітян доби «відлиги» // Актуальні проблеми педагогічної науки: Матер. ІІІ Всеукр. науково-практ. заочної конфер. — Миколаїв, 2012.- С.33-36.
- 74. Лук'яненко О. В. Розкол педагогічного колективу ПДПІ на ґрунті ставлення до політики десталінізації // Materialy IV mezinarodni vedecko-prakticka konference «Zpravy vedecke ideje — 2008» — Dil 9. Historie. Filosofie — Praha: P. H. «Education and science» s.r.o. — S.3-6.
- 75. Лук'яненко О. В. Свій свого, щоб і чужий боявся: протистояння у середовищі науково-педагогічних працівників УРСР часів десталінізації // Краєзнавство. — 2010. — № 3. — С.190-194.
- 76. Лук'яненко О. В. Ставлення колективу Полтавського державного педагогічного інституту імені В. Г. Короленка до політики десталінізації 1956 року // Materialy IV Miedzynarodowej naukowi-practycznej konferenciji «Perspektywwiczne opracowania nauki I techniki — 2008. Volume 9. Historia. Prawo. Panstwowy zarzad.– Przemysl: Nauka i studia. — S.3-7.
- 77. Лук'яненко О. В. Сталін проти КПРС: два культи на початку десталінізації // Актуальні питання держави і права. Матер. Всеукр. науково-практ. заочної конфер. — Х., 2012. — С.12-15.
- 78. Лук'яненко О. В. Сталін проти КПРС: формування та крах культів // Сучасна наука: теорія і практика. Матер. Всеукр. науково-практ. заочної конфер. — Запоріжжя, 2012. — С.46-48.
- 79. Лук'яненко О. В. Технології „аграризації“ повсякденного світогляду освітян УРСР доби „відлиги“ // Materiály VIII ezinárodní vědecko — praktická konference „Efektivní nástroje moderních věd — 2012“. — Díl 16. Historie: Praha: P. H. „Education and Science“ s.r.o. — S.3-5.
- 80. Лук'яненко О. В. Технології політехнізації вищої педагогічної школи УРСР доби „відлиги“ // Материали за 8-а международна научна практична конференция, „Образованието и науката на XXI век“, — 2012. Т. 15. История. София. „Бял ГРАД-БГ“ ООД — С.3-5.
- 81. Лук'яненко О. В. „Український народ чекав допомоги…“: 300-річчя Переяслава у національній самоідентифікації українських освітян доби „відлиги“ // Сучасна освіта і наука в Україні: традиції та інновації. Матер. XIV Всеукр. науково-практ. заочної конфер. — Київ, 2012. — С.74-77.
- 82. Лук'яненко О. В. Українською та іншими іноземними мовами не володію»: мовні проблеми освітян часів десталінізації // Materiały VIII Międzynarodowej naukowi-praktycznej konferencji «Nauka: teoria i praktyka — 2012» Volume 4. Prawo. Historia.: Przemyśl. Nauka i studia. — S.58-61.
- 83. Лук'яненко О. В. Умови залучення освітян УРСР до аграрних повсякденних практик часів «відлиги» // Материали за 8-а международна научна практична конференция, «Ключови въпроси в съвременната наука», — 2012. Т. 22. История. Музика и живот. София. «Бял ГРАД-БГ», ООД. — С.3-6.
- 84. Лук'яненко О. В. Умови політехнізації вищої школи УРСР доби «відлиги» // Придніпровські соціально-гуманітарні читання: Матер. Кіровоградської сесії І Всеукр. науково-практ. конфер.: у 2-х ч. — Д: ТОВ «Інновація», 2012. — Ч.2. — С.16-19.
- 85. Лук'яненко О. В. Уплив ХХ з'їзду КПРС на бачення Сталіна освітянами УРСР // Материали за 8-а международна научна практична конференция, «Найновите постижения на европейската наука», — 2012. Т. 8. История. Философия. Политика. — София. «Бял ГРАД-БГ», ООД — С.3-5.
- 86. Лук'яненко О. В. Участь колективу Полтавського педінституту у процесах демократизації життя у добу десталінізації (1957 рік) // Materialy V mezinarodni vedecko-prakticka konference «Moderny vymozenosti vedy — 2009» — Dil 8. Historie.Filosofie. Psychologie a sociologie — Praha: P. H. «Education and science» s.r.o. — S.3-5.
- 87. Лук'яненко О. В. Ціна життя полтавських освітян часів десталінізації // Сумський історико-архівний журнал. — 2011. — №XIV-XV. — С.154-160.
- 88. Лук'яненко О. В. Як прибрати культ: нарощування антагонізму освітян УРСР доби «відлиги» до місцевих лідерів // Придніпровські соціально-гуманітарні читання: Матер. Бердянської сесії І Всеукр. науково-практ. конфер. з міжнар. участю: у 5 ч. — Д.: ТОВ «Інновація», 2012. — ч.5. — С.196-198.

Політологія та правознавство
- 89. Лук'яненко О. В. «Ліві» політичні партії на Полтавщині: 1991—2006 рр. // Полтавський регіон на пульсі держави. — № 2. — липень-вересень 2007. — С. 109—114.
- 90. Лук'яненко О. В., Шпеар Ж-Ф., Мовна освіта на межі багатоманітності та уніфікації: досвід Полтавщини // Соціально-економічні трансформації в епоху глобалізації. Зб. Наук. статей учасників Четвертої Всеукр. науково-практ. Конфер. — Полтава: Скайтек, 2011. — С.338-341.
- 91. Лук'яненко О. В. Народження демократії: український варіант // Збірник матеріалів ХІ студентської наукової конференції історичного факультету. Квітень 2008 року. — Полтава: АСМІ, 2008. — С.84-93.
- 92. Лук'яненко О. В. Правова освіта молоді: гірка реальність української сучасності // Правозахисний рух: історія та сучасність. Матеріали студентської науково-практичної конференції. — Полтава: ДП «Друкарня», 2008. — С.100-105.
- 93. Лук'яненко О. В. Право: на шляху з віртуального життя в реальність // Правозахисний рух: історія та сучасність. Матеріали ІІ всеукраїнської студентської науково-практичної конференції. — Полтава: ДП «Друкарня», 2009.
- 94. Лук'яненко О. В. Свідомий вплив на підсвідомий вибір: реалії Полтавщини // Трансформації національного законодавства через призму соціально-економічних аспектів розвитку суспільства. Матеріали ІІ-ї міжрегіональної науково-практичної конференції. Полтава, 23 квітня 2008 р.: Полтава, Полтавська філія МАУП, 2008. — С.55-58.
- 95. Лук'яненко О. В. Українська народна партія у політичному житті Полтавщини // Матеріали Всеукраїнської студентської науково-практичної конференції «Молодь та соціально-інформаційні проблеми суспільства» (12 квітня 2008) / секція: «Правові і політичні аспекти демократичного становлення України». — Тернопіль, 2008.

Теорія та практика морально-етичного руху «Дзвенячі кедри…»
- 96. Лук'яненко О. В Риси абсолюту у світогляді Анастасії // Materialy IV Miedzynarodowej naukowi-practycznej konferenciji «Naykowym progress na rubiezy tysiaceleci — 2008». Tym 11. Prawo. Filizofia. — Przemysl: Nauka i studia. — str. 56-58.
- 97. Лук'яненко О. В. «Дзвенячі кедри…»: коротка характеристика становлення та розвитку морально-етичного руху // Збірник матеріалів Х студентської наукової конференції історичного факультету. Квітень 2007 року. — Полтава: АСМІ, 2007. — С.77–84.
- 98. Лук'яненко О. В. Богошукання на зламі тисячоліть: морально-етичний рух «Дзвенячі кедри…» // Materialy IV Miedzynarodowej naukowi-practycznej konferenciji «Nowoczesnych naykowych osiagniec — 2008». Tym 10. Pedogogiczne nauki. Psychologia i sociologia. Filizofia. — Pezemysl: Nauka i studia. — C.88-90.
- 99. Лук'яненко О. В. Джерела вивчення морально-етичного руху «Дзвенячі кедри…» // Materialy IV mezinarodni vedecko-prakticka conference «Veda a technologie: krok do budoucnosti — 2008». Dil 10. Psychologie a sociologie. Filosofie. — Praha: Publishing house «Education and science» s.r.o. — C.60-62.
- 100. Лук'яненко О. В. Екологія крізь призму віри: рух «Дзвенячі кедри…» // Навколишнє середовище і здоров'я людини / Матеріали ІІ всеукраїнського науково-практичного семінару. — Полтава: Друкарська майстерня, 2009. — С. 239—241.
- 101. Лук'яненко О. В. Елементи теїзму у вченні Анастасії-В.Мегре // Materialy IV Miedzynarodowej naukowi-practycznej konferenciji «Aktualne problem nowoczesnych nauk — 2008». Tym 16. Historia. Filizofia. Politologia. — Przemysl: Nauka i studia. — str. 75-79.
- 102. Лук'яненко О. В. Ідея бога в структурі світогляду прихильників руху «Дзвенячі кедри…» // Матеріали за IV международна научна практична конференція, «Научни дни», 2008. Том 7. Закон. Политика. София. «Бял ГРАД-БГ» ОДД. — С. 49-51.
- 103. Лук'яненко О. В. Категорії «бог» та «боги» у системі поглядів В.Мегре-Анастасії // Материали за 4-а международна научна практична конференция «Научно пространство Европа — 2008». Том 14. Педагогически науки. Философия. — София: «Бел ГРАД-БГ» ООД, 2008. — С.97-99.
- 104. Лук'яненко О. В. Морально-етичний рух «Дзвенячі кедри» у системі неорелігійних течій початку ХХІ століття // Держава і церква в Україні за радянської доби: Збірник наукових статей за матеріалами ІІ Всеукраїнської наукової конференції (18-19 жовтня 2007 роу). — Полтава: АСМІ, 2008. — С.301-309.
- 105. Лук'яненко О. В. Морально-етичний рух «Дзвенячі кедри…»: практика втілення ідей // Materialy IV mezinarodni vedecko-prakticka conference «Vedecke myslene inflacniho stoleti — 2008» — Dil 5. Economicke vedy. Filosofie. — Praha: Publishing house «Education and science» s.r.o. — C.76-78.
- 106. Лук'яненко О. В. Природа і духовність: перспектива раю в світогляді християнської та ведичної цивілізацій // Збірник матеріалів ІХ студентської наукової конференції історичного факультету. Квітень 2006 року. Полтава: АСМІ. — 2006. — С.89–95.
- 107. Лук'яненко О. В. Тлумачення сутності Творця у ціннісній системі морально-етичного руху «Дзвенячі кедри…» // Історія релігій в Україні. Науковий щорічник. Книга ІІ. — Львів: Логос, 2009. — С.131-139.
- 108. Лук'яненко О. В. Уявлення про Творця у поглядах «анастасіївців» // Materialy IV mezinarodni vedecko-prakticka konference «Efectivni nastroje modernich ved — 2008» — Dil 10. Pedagogika. Historie. Politickevedy. Filosofie. — Praha: Publishing house «Education and science» s.r.o. — C.82-84.

## Виноски
1. ↑  Терен Т. Новітній інтелект України // Громадська думка. — № 17. — 27 квітня 2007. — С.15.
2. ↑  История школы
3. ↑  Єрмак О. Здобутки науковців історичного факультету // Збірник матеріалів ХІІ студентської наукової конференції історичного факультету (Квітень 2009 року). — Полтава, 2009. С.13-14
4. ↑  ВІК-NO!
5. ↑  Шкільні новини знз № 20 імені Бориса Серги
6. ↑  Кафедра історії України ПНПУ імені В. Г. Короленка. Архів оригіналу за 8 червня 2013. Процитовано 14 листопада 2013.
7. ↑  Лук'яненко О. В. Повсякдення колективів педагогічних ВНЗ Української РСР часів десталінізації (1953—1964 роки): автореф. дис … канд. іст. наук : 07.00.01 / Лук'яненко Олександр Вікторович;Черкаський нац. ун-т ім. Б. Хмельницького.– Черкаси, 2013.– 20 с.
8. ↑  Лук'яненко О. В. Повсякдення колективів педагогічних вишів радянської України кінця 1920-х — початку 1950-х років: історико-культурологічний вимір: автореф. дис … канд. іст. наук : 07.00.01 / Лук'яненко Олександр Вікторович;Черкаський нац. ун-т ім. Б. Хмельницького.– Черкаси, 2019.– 46с.
9. ↑  ПНПУ імені В. Г. Короленка - Олександр Лук'яненко. sites.google.com (укр.). Процитовано 18 серпня 2025.
10. ↑  Золотий сімейний фонд міста Комсомольська // Телеекспрес. — № 51. — 16 грудня 2010.
11. ↑  Терен Т. Удачи тебе, Александр! // Громадська думка. — № 15. — 15 квітня 2005. — С.4.
12. ↑  Терен Т. Світ безмежний, я до тебе йду! // Громадська думка. — № 46 (1059). — 17 листопада 2010. — С.8-9.
13. ↑  ВІКТОРОВ Олесь, ВАСИЛЬЧУК Юлія. Свято дарувало невимовне почуття гордості. Архів оригіналу за 24 грудня 2013. Процитовано 14 листопада 2013.
14. ↑  Лук'яненко О. В. Філософія українського серця: поетичні роздуми. — Полтава: «Друкарська майстерня», 2010
15. ↑  Сліпак Володимир Олексійович
16. ↑  Лукьяненко А. В. Храм. Философия сердца. — Полтава, 2011. — 116 с., ил. — (ПП Шевченко Р. В.)
17. ↑  Лук'яненко О. В. Алхімія життя: драма-викриття на три дії з епілогом. — Полтава, 2012. — 96 с., іл. — (ПП Шевченко Р. В.)
18. ↑  Лук'яненко О. В. Stabat Mater…: історична драма-каяття на три дії. — Полтава, 2014. — 192 с., іл. — (ПП Шевченко Р. В.)
19. ↑  Денисовець І. Інтерпретація сутності українського у поетичній збірці Олександра Лук'яненка «Філософія українського серця» // Materiály VIII mezinárodní vědecko — praktická konference «Přední vědecké novinky — 2012». — Díl 7. Filologické vědy. Filosofie: Praha. Publishing House «Education and Science» s.r.o — S.36-38.
20. ↑  Манько Наталья. «Дніпрова хвиля» — на крыльях творчества. — Телеэкспрес. — № 3. — 8 февраля 2006. — С.7
21. ↑  Сліпак В. О. Мелодії моєї душі. — Полтава: Полтавський літератор, 2013. — 104 с.
22. ↑  У Коростені відзначили літературно-мистецьке свято «Просто на Покрову»
23. ↑  «Есть ли мера красоте?..» // Громадська думка. — № 36. — 4 вересня 2013. — С.24-25.
24. ↑  Коцюбенко Р. Г. Слідами творчості комсомольчан // Громадська думка. — № 3. — 16 січня 2013. — С.24.
25. ↑  Денисовець І. В. Філософські пошуки Олександра Лук'яненка у контексті взаємозв'язку природи і духовності людини (на матеріалі поетичної збірки «Храм. Філософія серця») // Материали за 8-а международна научна практична конференция, «Новини на научния прогрес», — 2012. Том 6. Филологични науки. Психология и социология. София. «Бял ГРАД-БГ» ООД. — С.38-40.
26. ↑  Наши достижения
27. ↑  Денисовець І. В. Ключові проблеми моральних цінностей сучасного суспільства крізь призму життя однієї родини (на матеріалі драми-викриття «Алхімія життя» Олександра Лук'яненка) // Материали за 9-а международна научна практична конференция, «Новината за напреднали наука», — 2013. Том 30. Филологични науки. София. «Бял ГРАД-БГ» ООД — С.45-50.
28. ↑  http://www.twirpx.com/file/1791427/.
29. ↑  Лицарі небесної варти _ Антон Грицай. YouTube. Julie Logue. 28 червня 2015. Процитовано 15 вересня 2024.{{cite web}}:  Обслуговування CS1: Сторінки з параметром url-status, але без параметра archive-url (посилання)
30. ↑  Олександр Лук'яненко Поезія // Рідний край. АЛЬМАНАХ ПОЛТАВСЬКОГО НАЦІОНАЛЬНОГО ПЕДАГОГІЧНОГО УНІВЕРСИТЕТУ. No1(36)2017. С.18-20
31. ↑  http://chtyvo.org.ua/authors/Lukianenko_Oleksandr/Knyhozbirnia_pamiati_zbirka/
32. ↑  Марина Закаблук - Буду твоїми ліками (сл. О. Лук‘яненка, муз. М. Закаблук). YouTube. Oleksandr Lukyanenko. 23 січня 2018. Процитовано 15 вересня 2024.{{cite web}}:  Обслуговування CS1: Сторінки з параметром url-status, але без параметра archive-url (посилання)
33. ↑  Марина Закаблук - Intermezzo - Інтермецо (сл. О. Лук‘яненка, муз. М. Закаблук). YouTube. Oleksandr Lukyanenko. 23 січня 2018. Процитовано 15 вересня 2024.{{cite web}}:  Обслуговування CS1: Сторінки з параметром url-status, але без параметра archive-url (посилання)
34. ↑  Архівована копія. Архів оригіналу за 14 квітня 2018. Процитовано 18 березня 2019.{{cite web}}:  Обслуговування CS1: Сторінки з текстом «archived copy» як значення параметру title (посилання)
35. ↑  http://chtyvo.org.ua/authors/Lukianenko_Oleksandr/Provanska_kazka/
36. ↑  Архівована копія. Архів оригіналу за 20 жовтня 2018. Процитовано 18 березня 2019.{{cite web}}:  Обслуговування CS1: Сторінки з текстом «archived copy» як значення параметру title (посилання)
37. ↑  http://pnpu.edu.ua/ua/arhivnovun.php?news=2020%5Bнедоступне+посилання%5D
38. ↑  Архівована копія. Архів оригіналу за 14 квітня 2018. Процитовано 18 березня 2019.{{cite web}}:  Обслуговування CS1: Сторінки з текстом «archived copy» як значення параметру title (посилання)
39. ↑  http://pnpu.edu.ua/ua/arhivnovun.php?news=2049%5Bнедоступне+посилання%5D
40. ↑  https://www.twirpx.com/file/2788105/
41. ↑  https://www.twirpx.com/file/2788102/
42. ↑  Лук'яненко О. В. Нове життя старих міфів: культотворення та культотворці середини ХХ століття
43. ↑  Лук'яненко О. В. Пошуки Бога: теорія та практика морально-етичного руху «Дзвенячі кедри…» — Полтава: «Друкарська майстерня», 2009
44. ↑  Лук'яненко О. В. Освячена школа чи освічена паства? (світоглядні засади організації навчання у Великій Британії XIX століття) — Полтава: «Друкарська майстерня», 2010
45. ↑  ТВОРЧИЙ ЗВІТ про реалізацію (проведення) програм громадських організацій всеукраїнської молодіжної громадської організації "Всеукраїнська молодіжна організація «Молодь проти корупції» 17.12.2010
46. ↑  Лук'яненко О. В. Семінарські заняття «Молодь проти корупції» — Комсомольськ, 2006
47. ↑  Знай свої права! // Громадська думка. — № 11. — 17 березня 2006. — С.4.
48. ↑  Лук'яненко О. В. Свідомий вплив на підсвідомий вибір: реалії Полтавщини, 2008
49. ↑  Нагородження переможців Всеукраїнського конкурсу студентських наукових робіт — 19.04.2006. Архів оригіналу за 11.11.2007. Процитовано 15.12.2011.
50. ↑  Лук'яненко О. В. Перехрестя стилів та епох: культура, побут та стиль життя населення країн Європи та Америки кінця XIX — початку XX століть — Полтава: «Друкарська майстерня», 2009
51. ↑  Лук'яненко О. В. Родоцентрична педагогіка: історико-теоретичні розвідки — Полтава: «Друкарська майстерня», 2008
52. ↑  Гончаренко З. Святкове вогнище скликає друзів // Громадська думка. — № 33. — 14 серпня 2013. — С.8.
53. ↑  Козлов А. Ідея варта підтримки // Українська література в загальноосвітній школі. — № 7-8. — липень-серпень 2011. — С.46-48.
54. ↑  Вертій О. За законами роду: [національна система освіти] // Шлях освіти: наук.-метод. журн. — 2010. — № 3. — С. 45-48.
55. ↑  Корж-Усенко Л. Джерельній базі — широку основу // Українська література в загальноосвітній школі. — № 5. — травень 2012. — С.46-47.
56. ↑  Клим М. І. СІМЕЙНЕ ВИХОВАННЯ У РЕФОРМАТОРСЬКІЙ ПЕДАГОГІЦІ: ПРОБЛЕМИ РОЗВИТКУ ТА ПЕРСПЕКТИВИ ВПРОВАДЖЕННЯ В УКРАЇНІ // Вісник Луганського національного університету імені Тараса Шевченка — № 7 (242), Ч. ІІ — 2012. — С. 98-106.[недоступне посилання з липня 2019]
57. ↑  Дубровська С. Основна мета — національно свідома особистість // Українська література в загальноосвітній школі. — № 5. — травень 2012. — С.48.
58. ↑  Лук'яненко С. Л. Навчальна діяльність через емоційно-ціннісне ставлення до оточуючого середовища // Materiály IX mezinárodní vědecko — praktická konference «Zprávy vědecké ideje– 2013». — Díl 12. Pedagogika: Praha. Publishing House «Education and Science» s.r.o — С.6-11
59. ↑  Протокол засідання національної конкурсної комісії Всеукраїнського молодіжного конкурсу «Новітній інтелект України» 14 квітня 2007 р. Архів оригіналу за 10 червня 2015. Процитовано 15 грудня 2011.
60. ↑  Архівована копія. Архів оригіналу за 14 жовтня 2016. Процитовано 13 жовтня 2016.{{cite web}}:  Обслуговування CS1: Сторінки з текстом «archived copy» як значення параметру title (посилання)
61. ↑  Дмитренко В. А. Лук'яненко О. Myths and Legends of De-Stalinization: The Debris of Everyday Perception of Politicians in the Minds of Educators of the UkrSSR in 1953—1964: Monograph. Poltava, Publishing House «Simon». 2018. 298 p., і-vii, ill. // Історична пам'ять. 2018. № 1. С.121-123.
62. ↑  http://chtyvo.org.ua/authors/Lukianenko_Oleksandr/Naiblyzhchi_druzi_partii_kolektyvy_pedahohichnykh_vyshiv_Ukrainy_v_obrazakh_schodennia_1920-kh__pers/
63. ↑  Год Б., Єрмак О., Киридон П. Полтавський державний педагогічний університет імені В. Г. Короленка: Історія і сучасність. — Полтава, 2009. — С. 136
64. ↑  Коновалова Т. Чи є в нашому університеті свобода слова? [Хто ж цей невгамовний Олександр Лук'яненко?] // Філолог: газета філологічного факультету ПДПУ імені В. Г. Короленка — № 09. — листопад 2007. — С.4-5.
65. ↑  Лук'яненко О. На перехресті доль і почуттів// ВІК-NO! — № 18-19. — 20 лютого 2009. — С.8.
66. ↑  Васецька Анна. Свято студентів для студентів і не тільки // Університетський час — № 26. — квітень 2012. — С.3 (PDF). Архів оригіналу (PDF) за 31 жовтень 2014. Процитовано 4 липень 2013.
67. ↑  Пашковська Ю. Рік Шопена // Університетський час — № 4. — грудень 2010. — С.2 (PDF). Архів оригіналу (PDF) за 31 жовтень 2014. Процитовано 4 квітень 2013.
68. ↑  Архівована копія. Архів оригіналу за 14 жовтня 2016. Процитовано 13 жовтня 2016.{{cite web}}:  Обслуговування CS1: Сторінки з текстом «archived copy» як значення параметру title (посилання)
69. ↑  Вертій О. Ансамбль працює на ідею // ВІК-NO! — № 18-19. — 20 лютого 2009. — С.8-9.
70. ↑  Лук'яненко О. В. Як в малі роки…: пісні для голосу та хору з оркестровим супроводом (Ноти, текст) / Олександр Вікторович Лук'яненко. — Полтава, 2012. — 80 с. (206 c.), іл.
71. ↑  А у нас у дворі № 351 - Олександр Лук'яненко. YouTube. Oleksandr Lukyanenko. 25 липня 2017. Процитовано 15 вересня 2024.{{cite web}}:  Обслуговування CS1: Сторінки з параметром url-status, але без параметра archive-url (посилання)
72. ↑  Архівована копія. Архів оригіналу за 3 квітня 2019. Процитовано 3 квітня 2019.{{cite web}}:  Обслуговування CS1: Сторінки з текстом «archived copy» як значення параметру title (посилання)
73. 1 2 3 4  .АВТОРСЬКЕ ПРАВО І СУМІЖНІ ПРАВА. Офіційний бюлетень № 46. КИЇВ — 2017. С.102
74. ↑  ЧТИВО. Електронна бібліотека. Тека авторів: Олександр Лук'яненко